# 홈스
홈스(아랍어: حمص, 영어: Homs) 또는 십자군 시대의 라 카멜레는 서부 시리아의 도시이자 홈스주의 주도이다. 해발 501 m (1,644 ft)에 위치하며, 다마스쿠스 북쪽 162 km (101 mi)에 있다. 오론테스강에 위치한 홈스는 내륙 도시와 지중해 연안을 잇는 중심 연결 고리이기도 하다.
시리아 내전 이전까지 홈스는 2004년에 최소 652,609명의 인구를 가진 주요 산업 중심지였으며, 북쪽의 알레포와 남쪽의 수도 다마스쿠스에 이어 시리아에서 세 번째로 큰 도시였다. 인구는 수니파와 알라위파 이슬람교도, 그리고 동방 기독교인으로 구성되어 시리아의 일반적인 종교적 다양성을 반영했다. 도시에는 여러 유서 깊은 모스크와 교회가 있으며, 세계유산인 크락 데 슈발리에 성과 가깝다.
홈스는 셀레우코스 제국 시대인 기원전 1세기까지 역사 기록에 나타나지 않았으며, 이후 에메사 왕조가 통치하는 왕국의 수도가 되어 도시의 이름을 부여했다. 원래 태양과 관련된 이교도 우상인 엘라가발루스 (신)를 숭배하는 중심지였으나, 나중에 동로마 제국 하에서 기독교에서 중요성을 얻었다. 홈스는 7세기에 무슬림에게 정복되어 현재의 이름을 따서 지구의 수도가 되었다. 이슬람 시대 내내 시리아 통제를 놓고 다투는 무슬림 왕조들은 이 지역의 전략적 위치 때문에 홈스를 노렸다. 홈스는 오스만 제국 하에서 쇠퇴하기 시작했으며, 19세기에 면 산업이 번성하면서 경제적 중요성을 되찾았다. 프랑스 위임통치령 시리아 통치 기간 동안, 이 도시는 반란의 중심지가 되었고, 1946년 독립 후에는 초기 시리아 정부에 대한 바트당 저항의 중심지가 되었다.
내전 기간 동안, 홈스 공성전으로 인해 도시의 상당 부분이 황폐해졌고; 피해를 입은 지역에 대한 재건이 진행 중이다. 2024년 12월, 시리아 반군이 공세를 시작하여 12월 8일 홈스를 점령했다.

## 어원
도시의 현대 이름은 도시의 라틴어 이름인 에메수스(Emesus)의 아랍어 형태이며, 이는 그리스어 에메사(Émesa) 또는 에메소스(Émesos)에서 유래했다. 또는 헤메사(Hémesa)에서 유래했다.
대부분의 자료는 에메사(Emesa)라는 이름이 고대 로마의 영향 이전에 이 지역에 거주했던 에메세노이(Emesenoi)로 알려진 유목 아랍 부족의 이름에서 유래했다고 주장한다. 에메사(Émesa)는 레반트의 무슬림 정복 이전에 그곳에 정착한 많은 아랍 주민들에 의해 홈스(Homs) 또는 힘스(Hims)로 줄여졌다.
다른 자료들은 에메사(Émesa) 또는 헤메사(Hémesa)라는 이름이 하마와 가까움을 뜻하는 조바(Sawbah)의 조합인 아람 도시 하마트조바에서 유래했다고 주장한다. 따라서 이 이름은 홈스 성채와 그 주변 평야를 가리키는 "주변 요새"를 의미한다.
이후 이 도시는 중세 그리스어로 Χέμψ(헴프스)로 불렸고, 십자군(예: 티레의 윌리엄, Historia, 7.12, 21.6)에 의해 "라 샤멜"(프랑스어로 "암낙타"를 의미하지만, 르네 뒤소에 따르면 아랍 이름의 변형일 가능성이 높음)로 불렸지만, 십자군은 이 도시를 통치한 적이 없다.

## 역사
약 2,000년 동안 홈스는 북부 시리아 마을의 주요 농업 시장, 생산지 및 무역 중심지 역할을 했다. 또한 시리아 내륙에 보안 서비스를 제공하여 침략군으로부터 보호했다. 홈스 성채 발굴에 따르면, 이 지역의 가장 초기 정착지는 기원전 2300년경으로 거슬러 올라간다. 성경 학자들은 이 도시를 성경에 언급된 소바 (성경)의 하마트조바와 동일시했다. 기원전 1274년, 람세스 2세 치하 이집트 신왕국 군대와 무와탈리 2세 치하 히타이트 제국 군대 사이에 카데시 전투가 홈스 근처 오론테스강의 카데시 도시에서 벌어졌다. 이는 아마도 5,000~6,000대의 전차 (고대 무기)가 동원된 역사상 가장 큰 전차 전투였을 것이다.

### 에메사 왕조와 로마 통치
스트라본은 그의 지리학에서 알라스타의 아레투사만을 언급했는데, 아레투사를 아랍의 삼프시게라모스와 그의 아들 이암블리코스의 "매우 강력한 장소"이자 기원전 47년 카이사르에 대항하여 Q. 카이킬리우스 바수스와 동맹을 맺었던 에메사의 "족장"이라고 설명했다. 위에서 인용된 번역가들은 스트라본이 에메사에 대해 한마디도 하지 않은 것을 이상하게 생각했다. 에메사는 알렉산드로스 대왕의 사망 후 셀레우코스 제국을 건설한 셀레우코스 1세 니카토르에 의해 건설되었다는 주장이 제기되었다. 그러나 앙리 세리그에 따르면, 에메사는 어떤 그리스 식민지도 받지 않은 것으로 보이며, 작가들의 완전한 침묵은 셀레우코스 왕조 시대에 가시성이 증가하지 않았음을 시사한다. 앙리 세리그에 따르면, 스트라본이 에메사 족장들이 Q. 카이킬리우스 바수스와 동맹을 맺은 것에 대해 언급했을 가능성이 있는 포세이도니오스는 에메사 사람들을 단순히 족장들이 통치하는 부족으로 간주했으며, 아직 실제적인 도시적 존재가 없었다고 한다. 마문 압둘카림에 따르면, 성채 언덕의 점령은 로마 시대 이전에 평야에 실제 도시 중심지가 존재했음을 확인시켜주지 않으며, 최근 발굴 조사에 따르면 현재 도시 윤곽 아래 로마 시대 이전의 흔적은 존재하지 않으며, 이 지역에 아랍 에메사 왕조가 존재했다는 것은 (아마도 아레투사에 위치했을) 헬레니즘 시대에 이 지역의 부차적인 성격을 증명한다. 폼페이가 기원전 64년 셀레우코스 시리아를 로마 공화국에 복속시킨 후, 에메사 왕조는 다양한 전쟁에서 로마군을 도운 공로로 종속국 왕으로 통치를 승인받았다. 가장 넓었을 때 아랍 왕국의 경계는 서쪽 베카 계곡에서 동쪽 팔미라 국경까지, 남쪽 야브루드에서 북쪽 알라스탄 (아레투사)까지 확장되었다. 팔미라 남서쪽 국경에 1936년 다니엘 슐럼베르거가 카스르 알하이어 알가르비에서 발견한 표식은 하드리아누스 또는 그의 후계자 시대의 것으로, 팔미라와 에메사 사이의 경계를 표시했다. (가이우스 플리니우스 세쿤두스는 두 지역이 인접해 있다고 주장했다); 이 경계는 아마도 팔미라 북서쪽 75 킬로미터 (47 mi) 떨어진 자발 알빌라스의 히르베트 알빌라스까지 북쪽으로 이어졌을 것이며, 그곳에는 로마 총독 퀸투스 카이킬리우스 메텔루스 크레티쿠스 실라누스가 설치한 또 다른 표식이 발견되었는데, 이는 아마도 에피파니아 영토와의 경계를 나타내는 것으로 보인다. 삼프시게라무스 1세의 왕국은 사막 변두리에 있는 로마의 아랍 종속국 중 첫 번째였다.

텔 아부 사분의 네크로폴리스에서 발견된 에메사 투구. 그 주인은 기원후 1세기 전반에 묻힌 것으로 추정된다.

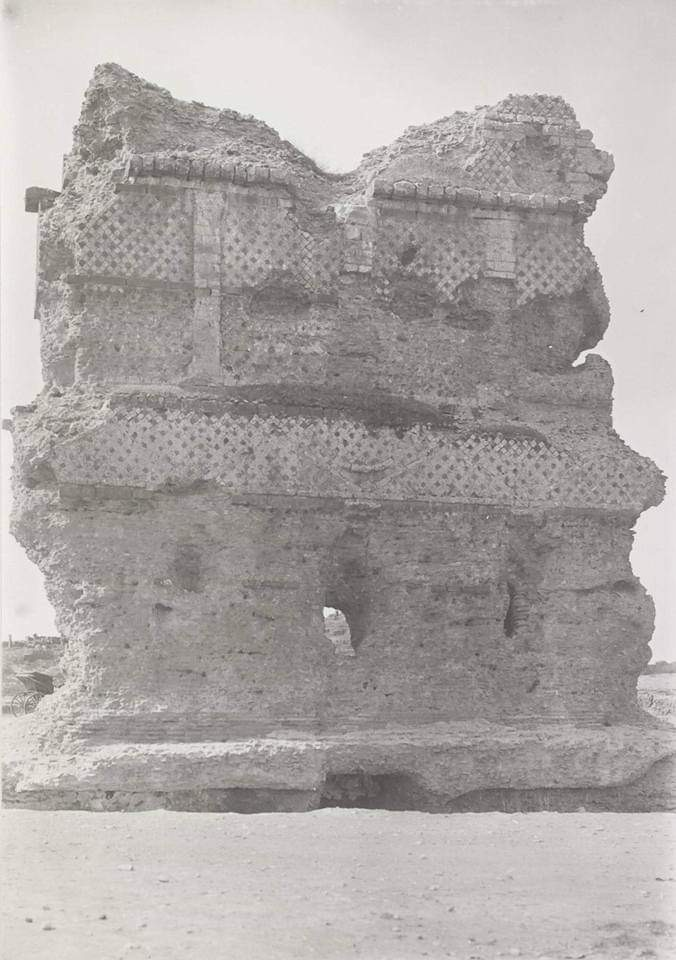
1907년에 촬영된 삼프시게라무스의 무덤; 78-79년에 에메사 왕조의 친척에 의해 지어졌을 가능성이 있다.

에메사 시는 삼프시게라무스 1세의 아들 중 한 명인 이암블리쿠스 1세가 왕국의 수도로 삼으면서 에메사 왕조의 새로운 부를 바탕으로 번영하기 시작했다. 에메사 왕조는 기원전 48년 율리우스 카이사르가 알렉산드리아를 포위하는 동안 군대를 파견하여 로마에 대한 충성심을 다시 한번 증명했다. 그 후 그들은 반란을 일으킨 마르쿠스 안토니우스와 카이사르파의 아우구스투스 사이의 로마 내전에 휘말렸다. 이암블리쿠스 1세는 옥타비아누스의 편에 섰고, 안토니우스의 격려에 따라 이암블리쿠스의 형제 알렉산더 (이암블리쿠스 1세의 형제)가 왕위를 찬탈하고 이암블리쿠스 1세를 기원전 31년에 처형했다. 그러나 옥타비아누스 군대가 전쟁에서 승리했고, 그 결과 왕위는 알렉산더가 반역죄로 처형된 후 이암블리쿠스 2세 (이암블리쿠스 1세의 아들)에게 돌아갔다. 기원전 32년에 헬리오폴리스와 베카 계곡이 왕국의 통제하에 들어왔다. 에메사의 소하에무스가 왕위를 계승하면서 로마 정부와의 관계는 더욱 가까워졌다. 그의 통치 아래 에메사는 로마 군대에 정기적으로 궁수를 제공했으며, 70년에 예루살렘 공성전 (70년)을 돕기도 했다. 소하에무스는 73년에 사망했다. 모리스 사르트르에 따르면, 왕조는 72년과 삼프시게라무스의 무덤 (78-79) 건설 시기 사이에 시리아 로마 속주에 병합되어 왕국을 박탈당했을 가능성이 매우 높다.

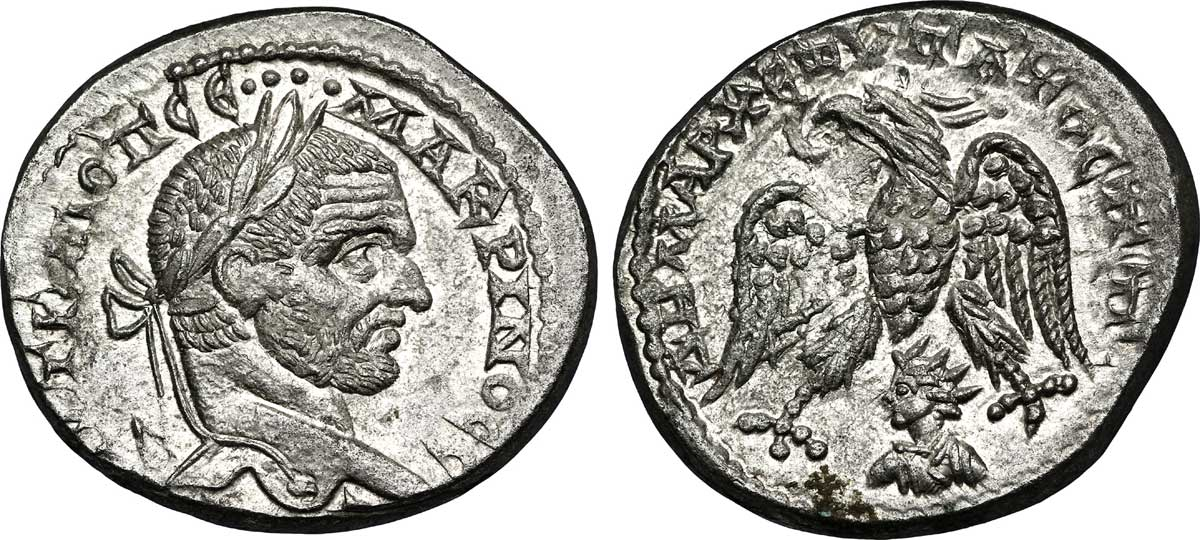
마크리누스가 에메사에서 발행한 주화

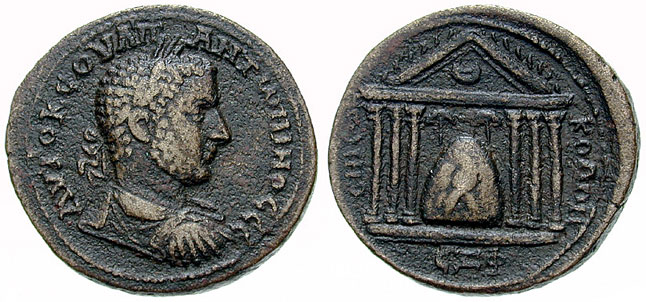
로마의 찬탈자 우라니우스가 주조한 이 청동 주화의 뒷면에 있는 태양신 엘-가발의 에메사 신전과 신성한 돌

로마인들 치하에서 에메사는 그리스 도시국가의 특성을 보이기 시작했고, 로마 도시 계획의 흔적이 여전히 남아 있다. 주요 도시로의 변모는 안토니누스 피우스 황제(138-161) 통치 하에 완성되었으며, 이때 에메사는 주화를 발행하기 시작했다. 3세기경에는 번성하여 로마 동방에 잘 통합되었다. 이는 부분적으로 셉티미우스 세베루스 황제가 에메사에 기반을 둔 명문 가문의 여성과 결혼했기 때문이다. 도미티우스 울피아누스 (Digest 50.15.1.4)의 본문과 바울 (Digest 50.15.8.6)의 또 다른 본문에 따르면, 카라칼라와 엘라가발루스는 각각 에메사를 콜로니아로 승격시키고 이탈리쿰 권리를 부여했다; 외젠 알베르티니는 카라칼라가 부여한 특권을 마크리누스가 철회하고 엘라가발루스가 이를 재확립했다는 가설을 세웠다. 엘라가발루스는 지역 아랍 태양신인 엘-게발 신전의 대사제로 봉사했다. 그는 이 신의 형상인 원뿔형 검은 돌(베이틸)을 로마의 엘라가발리움으로 가져왔다.
에메사는 팔미라를 통해 동방 무역의 연결고리 역할을 하면서도 부유해졌지만, 이러한 의존성은 4세기에 팔미라가 중요성을 잃으면서 도시의 몰락을 초래하기도 했다. 그럼에도 불구하고 이 시기에 에메사는 티레, 시돈, 베이루트, 다마스쿠스와 같은 중요한 도시들과 어깨를 나란히 할 정도로 성장했다. 또한 주변 마을의 시장 중심지로서 지역적 중요성을 계속 유지했다. 이 도시는 엘-가발 신전 때문에 강력한 이교 중심지로 남아 있었다. 제노비아를 상대로 승리한 후 아우렐리아누스 황제는 이 신에게 감사를 표하기 위해 이 도시를 방문했다.

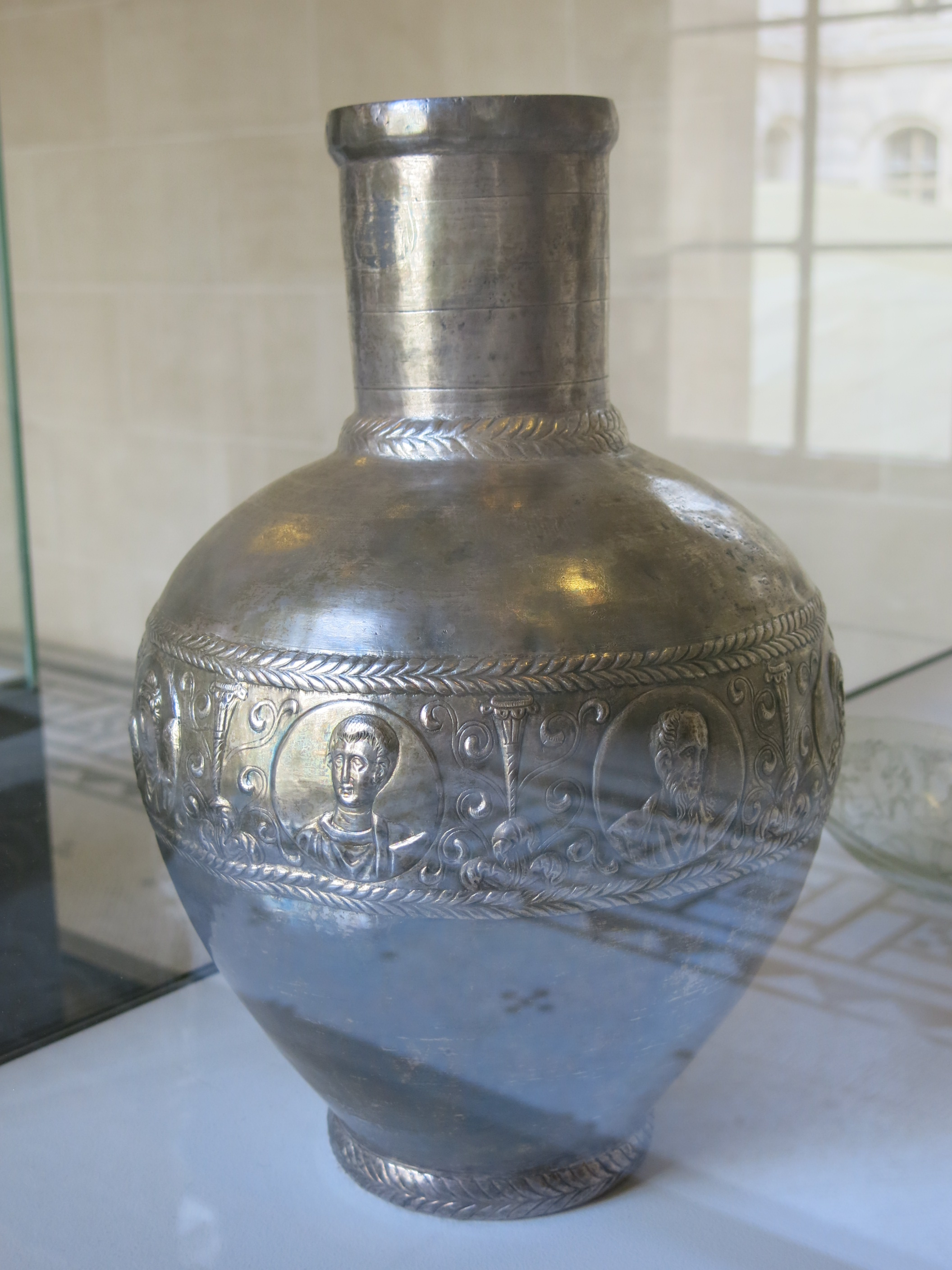
에메사에서 발견된 은제 꽃병으로, 성경 인물들의 흉상으로 장식되어 있다(6세기 말 또는 7세기 초). 루브르 박물관

에메사에서 이교 태양 숭배의 강세로 인해 초기 기독교인들은 이 도시에 정착하지 않았다. 카이사레아의 에우세비우스는 도시의 첫 주교인 실바누스가 도시 자체에 대한 관할권은 없었지만 주변 마을에 대한 관할권은 있었다고 기록했다. 그는 율리아누스 황제에 의해 처형되었고, 에메사에 정착한 첫 주교인 안토니우스가 뒤를 이었다. 5세기경에는 동로마 제국 치하에서 기독교가 확고히 자리 잡았으나, 오늘날 홈스에는 고대 기독교 비문이 거의 남아 있지 않다. 비잔틴 시대에 이 도시는 동방 기독교의 중요한 중심지가 되었다. 처음에는 교구였던 홈스는 452년에 인근 동굴에서 세례자 요한의 머리가 발견된 후 대교구 지위를 부여받았다. 4세기 또는 5세기 초에 살았던 네메시우스는 에메사의 주교였다.
602-628년 비잔틴-사산 전쟁 동안 에메사는 613년에 샤흐르바라즈에게 함락되어 전쟁이 끝날 때까지 사산 왕조의 수중에 있었다.

### 아랍 칼리파국 및 왕조
레반트의 무슬림 정복 이전에 아랍 부족, 특히 바누 칼브가 에메사 주변에 정착하여 카이스와 야만 부족의 중요한 중심지로서의 지위를 확보했다. 이라클리오스 동로마 제국 황제는 야르무크 전투 (현재 요르단-시리아 국경)에서 우마르 이븐 알카타브 휘하의 라시둔 칼리파국 군대에 의해 그의 군대가 패배한 후 그의 본부였던 도시를 버렸다.
서기 637년, 할리드 이븐 알왈리드가 이끄는 라시둔 군대는 주민들이 디나르 71,000에서 170,000에 달하는 상당한 몸값을 지불하기로 동의했기 때문에 평화롭게 에메사를 점령했다. 칼리파 우마르는 홈스를 빌라드 알샴 지방의 한 지역인 홈스 군드의 수도로 지정했는데, 이 지역은 해안을 따라 라타키아, 자블레, 타르투스와 시리아 사막의 팔미라 및 그 사이에 있는 하마 (도시) 마을을 포함했다. 홈스는 시리아에서 상당한 무슬림 인구를 가진 첫 번째 도시였을 가능성이 높다.
638년, 헤라클리우스는 주로 키르케시움과 히트 (이라크)의 알자지라 (지명)에 있는 기독교 아랍 부족들에게 도움을 요청했고, 그들은 대규모 군대를 모아 에메사를 포위했다. 그러나 이 포위는 실패했는데, 연합군이 사기를 잃고 도시를 버렸기 때문이다. 당시 이야드 이븐 간메가 그들의 행동에 대응하기 위해 그들의 고향을 침공했기 때문이다.
무슬림들은 성 요한 교회의 절반을 도시의 금요 예배당 (알누리 대모스크)으로 개조했고, 홈스는 점령 후 약 500명의 무함마드의 동반자(아랍어: اَلصَّحَابَةُ 알-사하바[*])가 그곳에 정착하면서 곧 이슬람 신앙의 중심지가 되었다. 할리드 이븐 알왈리드, 그의 아들 압드 알라흐만, 그리고 우마르의 아들 우바이드 알라의 무덤이 도시에 위치해 있다.
제1차 피트나, 즉 우마이야 왕조와 그 지지자들, 그리고 알리 이븐 아비 탈리브와 그 지지자들 간의 갈등 동안 홈스 주민들은 알리 편에 섰다. 그가 패배하자 우마이야 칼리파 무아위야 1세는 징벌의 의미로 홈스 군드의 북쪽 절반을 분리하여 별도의 지역인 진드 킨나스린을 형성했다. 알리의 기도실(마쉬하드 알리)은 도시에 위치해 있었고, 이슬람 전통에 따르면 그의 지문이 그곳에 새겨져 있다고 한다.
우마이야 왕조의 탄압에도 불구하고, 홈스는 한동안 시아파의 중심지로 남아 있었다. 야마니 부족인 바누 칼브의 거점으로서 이 도시는 카이스-야만 라이벌 관계에 깊이 관여하게 되었다. 마지막 우마이야 칼리파인 마르완 2세는 카이스의 지지를 받았고, 이에 따라 바누 칼브의 반란에 대한 보복으로 도시의 성벽을 허물었다.

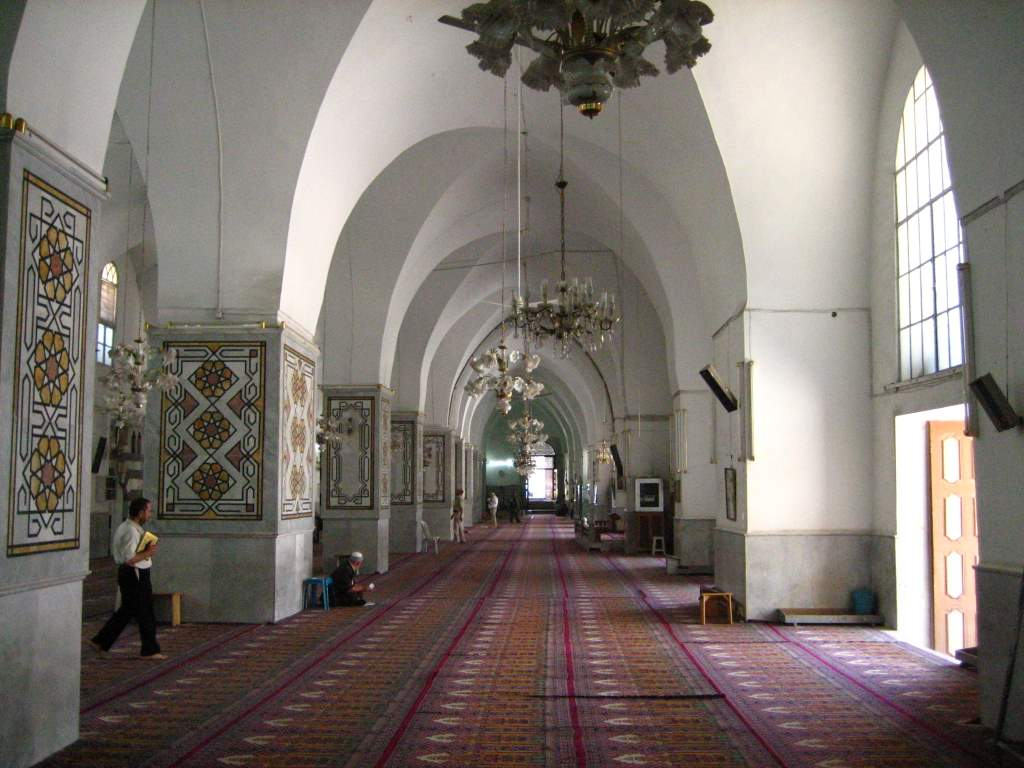
홈스의 알누리 대모스크 내부

750년, 아바스 칼리파국은 우마이야 왕조로부터 홈스를 포함한 시리아의 통제권을 빼앗았고, 아랍 부족들은 반란을 일으켰다. 이 시대에 홈스가 번영을 경험했음에도 불구하고, 아바스 칼리파국의 통치는 일반적으로 환영받지 못했다. 하룬 알라시드 칼리파 (796-809)의 통치 기간 동안 그리고 그 이후에도 아바스 칼리파국 당국은 홈스에 대해 수많은 징벌 원정을 보냈다. 알무타와킬 칼리파의 통치 아래, 855년 10월, 기독교 인구는 추가 세금에 대한 대응으로 반란을 일으켰다. 칼리파는 기독교인들을 도시에서 추방하고, 그들의 교회를 불태우고, 그들의 지도자들을 처형함으로써 반란을 진압했다.
9세기 중반에 칼리파국에 대한 아바스 칼리파국의 통치력이 약화되면서, 홈스는 전략적 위치 때문에 시리아 통제를 놓고 다투는 반란 왕조들에게 탐나는 곳이 되었다. 처음에는 이집트 기반의 툴룬 왕조가 통제권을 가졌으나, 그들은 알레포 기반의 함단 왕조에 의해 쫓겨났고, 이들은 잠시 카르마트파에게 계승되었다. 후자의 튀르크 반군 동맹인 알프타킨이 북부 시리아를 침공하여 홈스를 자신의 기지로 삼은 후였다.
891년, 무슬림 지리학자 알야쿠비는 홈스가 넓은 강을 따라 위치해 있었으며, 이 강이 주민들의 식수원 역할을 했다고 언급했다. 이 도시는 시리아에서 가장 큰 도시 중 하나였으며, 주변에 몇몇 작은 지역들이 있었다. 944년에 함단 왕조는 이 도시를 확고히 통제했으며, 1016년까지 지배했다. 10세기 초, 아랍 지리학자 알마수디는 홈스가 "주민들의 개인적인 아름다움으로 유명하다"고 주장했다. 985년, 알마크디시는 홈스가 시리아 전체에서 가장 큰 도시였지만 "큰 불행"을 겪었고 "폐허의 위협"을 받고 있다고 언급했다. 그는 무슬림들이 도시를 정복했을 때 교회의 절반을 모스크로 만들었다고 진술했다.
10세기 중반 약 30년 동안 홈스는 968년 10월 니키포로스 2세 포카스가 이끄는 동로마 제국의 습격을 받았으며, 주민들은 학살과 약탈의 대상이 되었고, 알누리 대모스크는 잠시 교회로 복원되었다. 974~975년에 요안니스 1세 치미스키스는 시리아 원정 중 이 도시를 통제할 수 있었다.
11세기의 대부분 동안 비잔틴의 습격은 크게 줄어들었고, 킬랍 부족의 미르다스 왕조가 함단 왕조를 대체하여 홈스를 통치했다. 시아 이슬람교에 기울어져 있던 그들은 당시 북부 시리아와 이라크로 통치권을 확장하려 했던 이집트의 이스마일파 파티마 칼리파국에 반대하지 않았다. 이는 1090년 아크 순쿠르 알하집의 지도 아래 셀주크 튀르크가 홈스를 점령하면서 수니파의 반작용을 촉발시켰다.

### 셀주크, 아이유브, 맘루크 통치
제1차 십자군은 1096년에 시작되었고, 1098년에는 십자군이 북서쪽의 안티오키아를 점령하고, 마아라트 알누만을 약탈한 후 마침내 홈스 자체를 포위했다. 그들은 도시를 주요 항구인 타르투스와 단절시키는 데 성공했지만, 도시를 점령하는 데는 실패했다. 곧이어 홈스는 다마스쿠스의 셀주크 통치자 두카크의 통제하에 들어갔고, 그는 홈스를 대규모 요새화된 캠프와 핵심 요새로 변모시켜 십자군이 무슬림 영토로 더 깊이 침투하는 것을 효과적으로 막았다. 공격으로부터 면역이 된 홈스는 무슬림들이 군대를 집결시키고 지중해 연안의 십자군 점령지에 대한 습격을 시작할 수 있는 거점이 되었다. 12세기 초, 셀주크인들은 내분에 휩싸였고, 그 과정에서 홈스는 종종 쟁탈의 대상이 되었다. 1149년 모술에 기반을 둔 장기 왕조가 누르 알딘의 지휘 아래 이 도시를 점령했다.
무슬림 지리학자 이드리시는 1154년에 홈스가 인구 밀도가 높고, 포장된 거리가 있으며, 시리아에서 가장 큰 모스크 중 하나를 소유하고, 개방형 시장이 있으며, "모든 종류의 제품과 진귀한 것"에 매료된 여행객들이 자주 찾는다고 언급했다. 그는 또한 주민들이 "쾌적하며, 그들과 함께 살기 쉽고, 매너가 좋다. 여성들은 아름답고 고운 피부로 유명하다"고 보고했다. 1157년에 일련의 지진이 홈스와 그 요새에 심각한 피해를 입혔고, 1170년에는 작은 지진이 요새를 완전히 파괴했다. 그러나 십자군 트리폴리 백국의 반대편에 위치한 전략적 중요성 때문에 도시와 요새는 곧 복원되었다. 1164년, 누르 알딘은 홈스를 아사드 알딘 시르쿠흐에게 이크타로 부여했지만, 시르쿠흐가 사망한 5년 후 다시 회수했다. 시르쿠흐의 조카인 살라딘은 1174년 12월 초 홈스를 점령했지만, 성채의 수비대는 저항했다. 그는 나중에 알레포로 떠났고, 홈스 하층 도시에 소규모 군대를 남겼다. 성채의 수비대는 트리폴리의 레몽 3세가 군사 지원을 제공한다면 기독교 포로들을 석방하겠다고 제안했다. 티레의 윌리엄은 나중에 십자군 지휘관들이 홈스 성채 수비대들이 실제로 포로들을 석방하기를 원하는지에 대해 의심했다고 강조했다. 살라딘은 십자군과 수비대 간의 협상 소식을 듣자마자 홈스로 돌아왔다. 십자군 군대는 그를 공격하는 대신 크락 데 슈발리에로 후퇴했다. 이는 살라딘이 1175년 3월 17일 성채를 점령할 수 있게 해주었다. 1179년, 북부 시리아의 영토를 재정비한 후 살라딘은 홈스를 그의 아이유브 술탄국에 복원했다. 시르쿠흐의 후손들은 1262년 아슈라프 무사가 사망할 때까지 거의 한 세기 동안 홈스를 유지했다. 1225년, 아랍 지리학자 야쿠트 알하마위는 홈스가 크고 유명하며 성벽으로 둘러싸여 있었고, 남쪽 언덕에 강력하게 요새화된 성이 있었다고 언급했다.

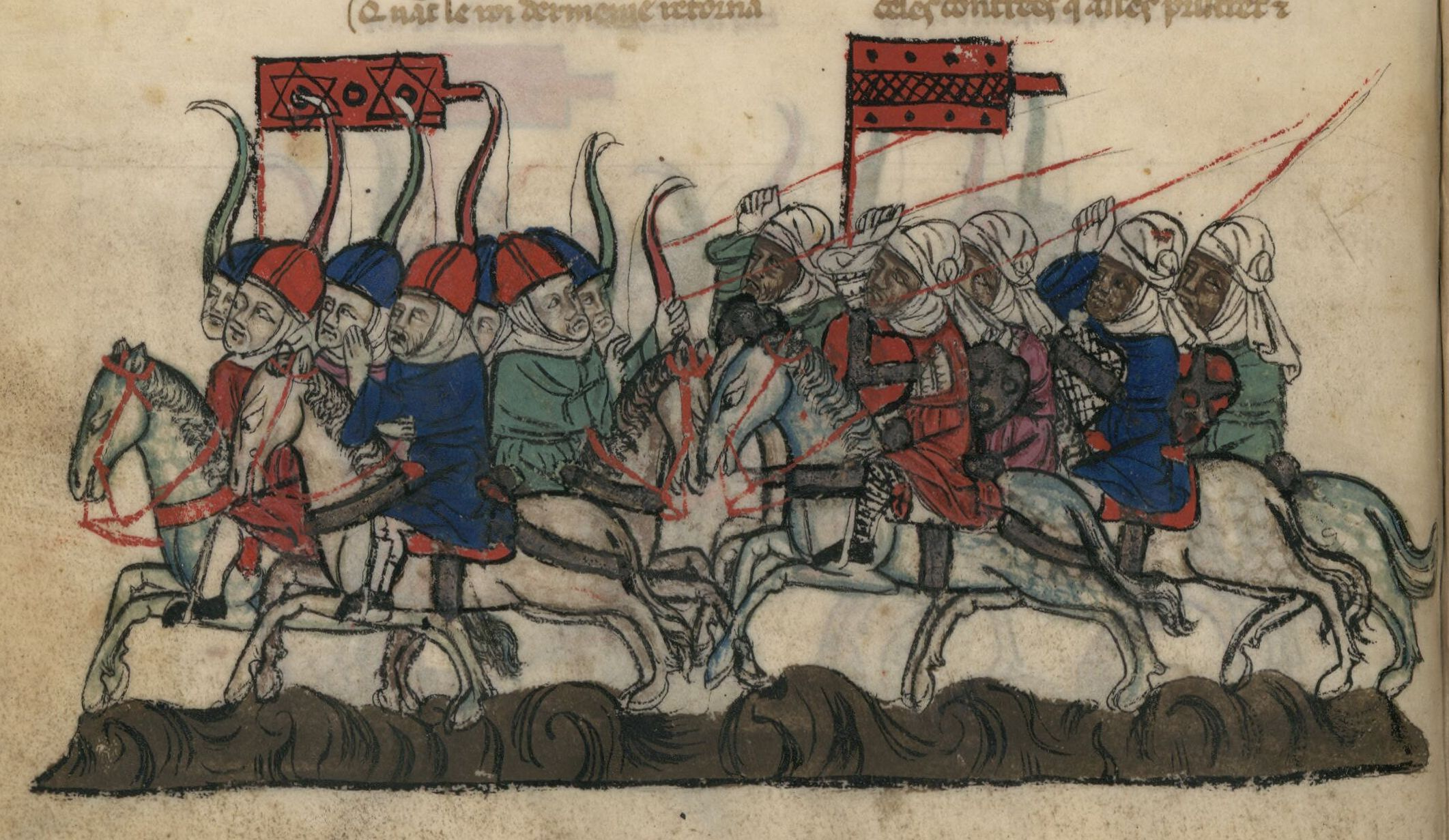
1281년 제2차 홈스 전투에서 궁수들을 추격하는 맘루크 (La Fleur des histoires de la terre d'Orient 필사본, 프랑스 국립도서관, NAF 886, 폴리오 27, verso)

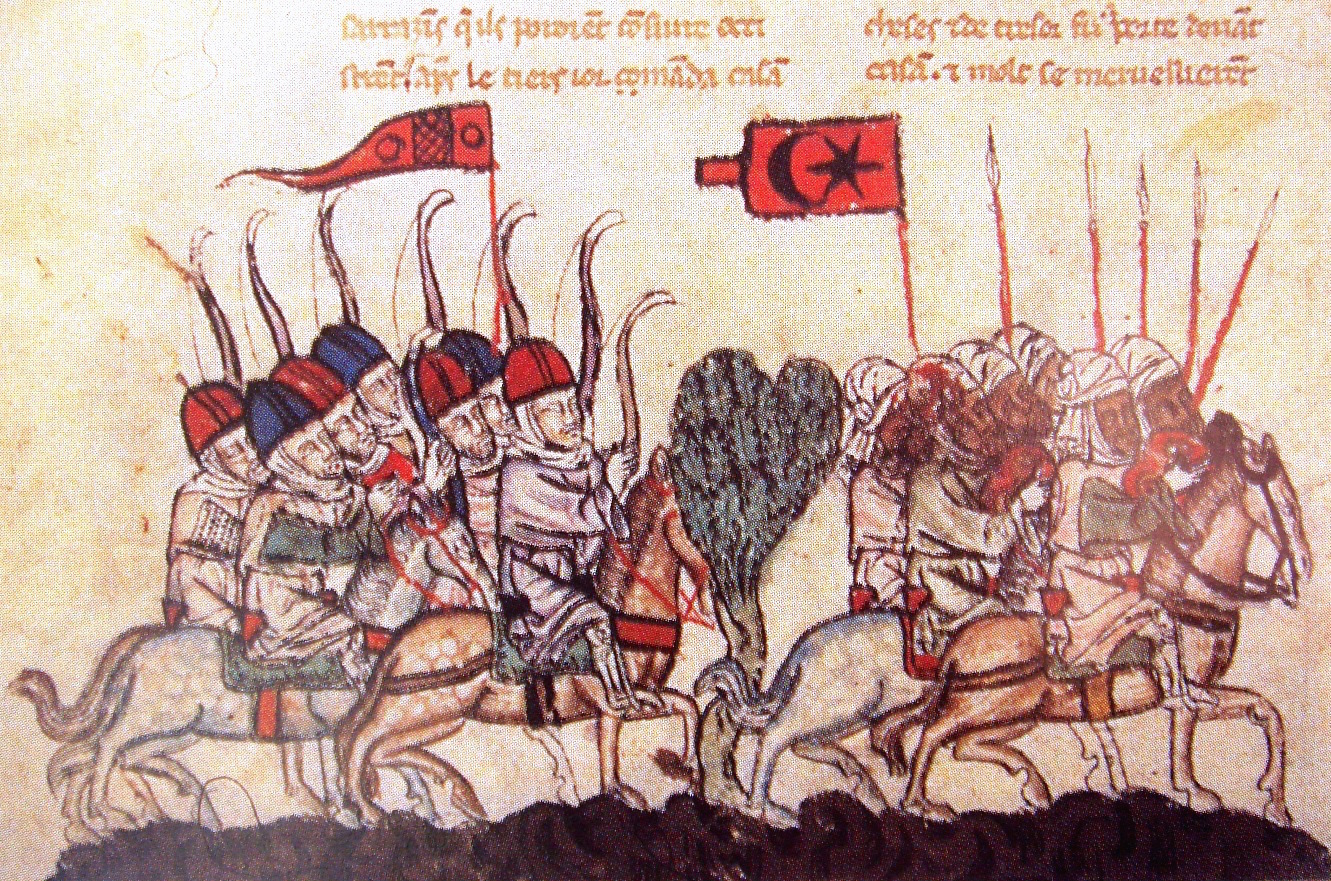
1299년 제3차 홈스 전투에서 궁수들에게 추격당하는 맘루크 (동일 필사본, 폴리오 31, verso)

아이유브 통치 말기, 홈스는 그들과 십자군 간의 전쟁뿐만 아니라 몽골 제국과 맘루크와의 내분에서도 핵심 역할을 했다. 몽골과 맘루크 간의 제1차 홈스 전투는 1260년 12월 10일에 벌어졌고, 맘루크의 결정적인 승리로 끝났다. 제2차 홈스 전투는 1281년 10월 29일에 벌어졌으며, 역시 맘루크의 승리로 끝났다. 맘루크는 1299년에 "제3차 홈스 전투"라고도 알려진 와디 알하자나다르 전투에서 마침내 패배했다.
홈스는 바이바르스 휘하의 맘루크에게 함락된 후 정치적으로 쇠퇴했는데, 그들의 원정이 시리아 전체에서 십자군과 몽골군을 효과적으로 몰아냈기 때문이다. 14세기 초, 이 도시는 시리아에서 가장 작은 지방의 수도에 불과했으며 종종 다마스쿠스 지방에 소속되었다. 이븐 바투타는 1355년에 홈스를 방문하여, 이곳이 아름다운 나무, 좋은 시장, 그리고 "훌륭한 금요 모스크"를 가지고 있으며, 모든 주민이 아랍인이라고 기록했다. 티무르는 1400년에 이 도시를 점령했다. 그러나 그는 알레포, 하마, 그리고 나중에 다마스쿠스처럼 약탈하지 않았는데, 이는 "'암르 빈 알-라와스"라는 사람이 귀한 선물을 바쳐 도시를 구했기 때문이다. 이후 15세기에는 맘루크의 약화가 시골 지역에 불안을 초래하면서 홈스는 베두인의 습격을 받았다; 1510년, 알-파들 빈 누아르가 이끄는 강력한 부족이 "용역"에 대한 보상을 지불하지 못했다는 이유로 다마스쿠스 총독에 의해 도시 시장을 약탈하는 원정대에 파견되었다.

### 오스만 통치
1516년, 홈스는 오스만 제국에 편입되었고, 그 결과 더 큰 정치적 쇠퇴를 겪었지만, 주변 지역에서 유입되는 농산물 및 목축업 생산품을 가공하는 경제 중심지로서 계속 번성했다. 16세기 말경에는 인구가 약 24,000명으로 증가하여 오스만 정복 당시의 거의 두 배에 달했다. 주민의 약 75%는 무슬림이었고, 24%는 기독교인이었으며 나머지 1%는 유대인이었다. 홈스는 특히 견섬유와 모섬유 직조, 특히 금실로 얼룩덜룩하게 짜여 여성 의류에 사용되는 알라자라는 모슬린으로 잘 알려져 있었다. 이 비단은 오스만 제국의 수도인 이스탄불까지 수출되었다. 직조 산업 외에도 올리브유 압착기와 밀, 참깨를 위한 수차장이 있었고, 16세기부터 주변 습지에서 재배된 포도와 쌀이 도시 시장에서 풍부하게 발견되었다. 또한 홈스의 시장은 가축 무역의 중심지였으며, 알레포에서 온 양과 염소 (동물) 떼가 다마스쿠스에서 북쪽으로 이동하는 낙타와 소를 만나는 곳이었다.

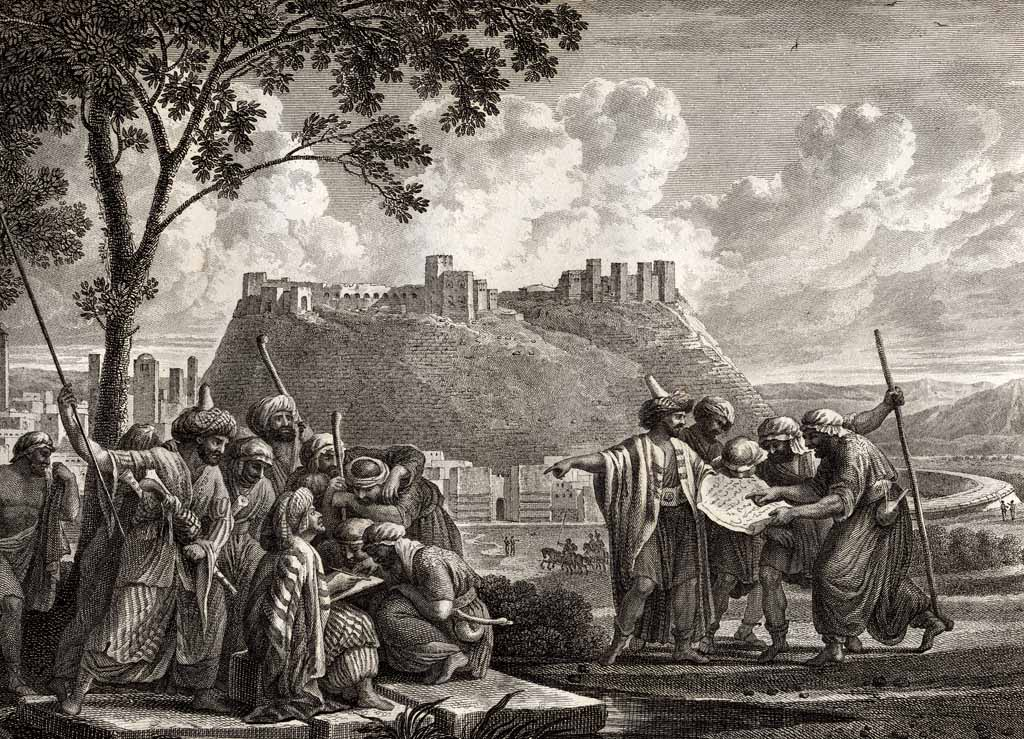
18세기 루이 프랑수아 카사가 그린 홈스의 그림. 전경의 화가는 경호원과 호기심 많은 현지인들에게 둘러싸여 홈스 성채를 스케치하고 있다.

오스만 제국의 등장은 홈스에 행정적 변화를 가져왔다. 홈스는 홈스 산자크("지구")의 수도가 되었고, 이는 옛 경쟁 상대였던 트리폴리 에얄레트("주")에 소속되었다. 16세기 후반에는 그 지구는 인근 베카 계곡의 유명한 시아파 하르푸시 왕조의 아미르 '알리 하르푸시'에 의해 통치되었다. 나중에 프랑스인 방문객은 도시 성벽과 성채가 잘 보수되어 있었지만, 그 안의 모든 것이 쇠퇴했으며 오직 지붕이 있는 시장만이 "아름다움을 유지했다"고 언급했다. 1785년 프랑스 여행가 볼네이는 도시의 한때 위대한 중요성과 현재의 "비참한" 상태에 대해 썼다. 그는 이 도시를 다마스쿠스에 행정적으로 의존하는 크지만 폐허가 된 마을로 묘사했다. 오스만 제국은 홈스를 활성화시키거나 베두인 약탈로부터 안전을 확보하기 위해 거의 노력하지 않았다. 17세기와 18세기 내내 부족 분쟁으로 인해 여러 차례 시장이 약탈당했다. 18세기에 오스만 제국이 도시 성벽의 문을 허물면서 보안은 더욱 약화되었다. 1708년경, 오스만 제국이 이 지역의 "사막의 아미르"(çöl beyi)로 명명한 마왈리 부족 베두인 연합의 아미르 하마드 알-아바스는 실제로 홈스 총독을 인질로 잡을 수 있었다.
19세기 전반, 홈스 외곽 지역에서는 베두인 습격이 증가했으며, 1832년부터 1840년 사이에 무함마드 알리 왕조의 이브라힘 파샤가 이끄는 이집트군 점령으로 잠시 중단되었다. 이 도시는 이집트 통치에 반란을 일으켰고, 그 결과 이집트인들이 반란을 진압하면서 성채가 파괴되었다. 오스만 제국의 통치는 곧 복원되었고, 1860년대까지 홈스는 위성 마을과 인근 베두인 부족으로부터 농산물을 교역하고 가공하는 별개의 경제 단위로 충분히 컸다.

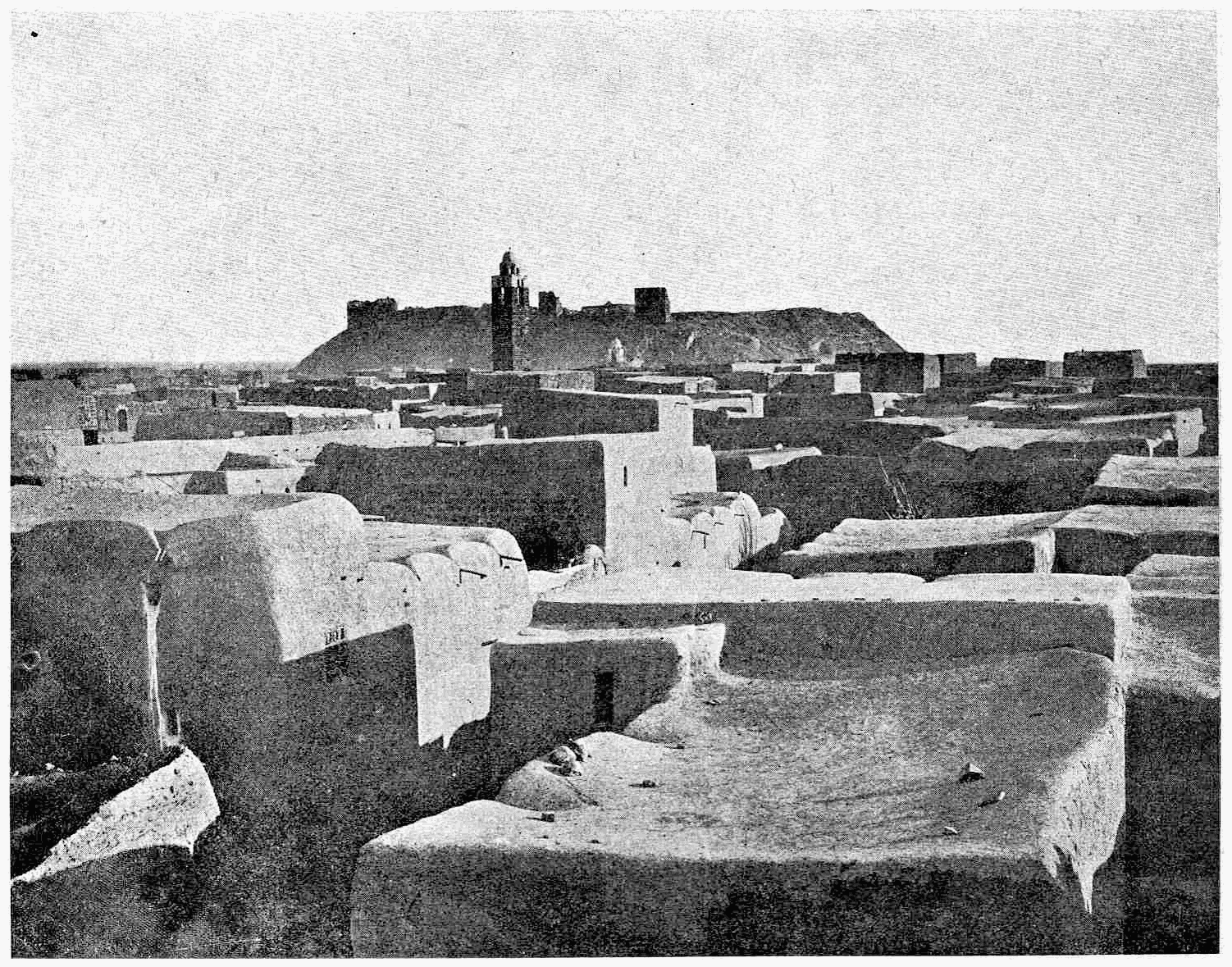
19세기 말 홈스의 전경

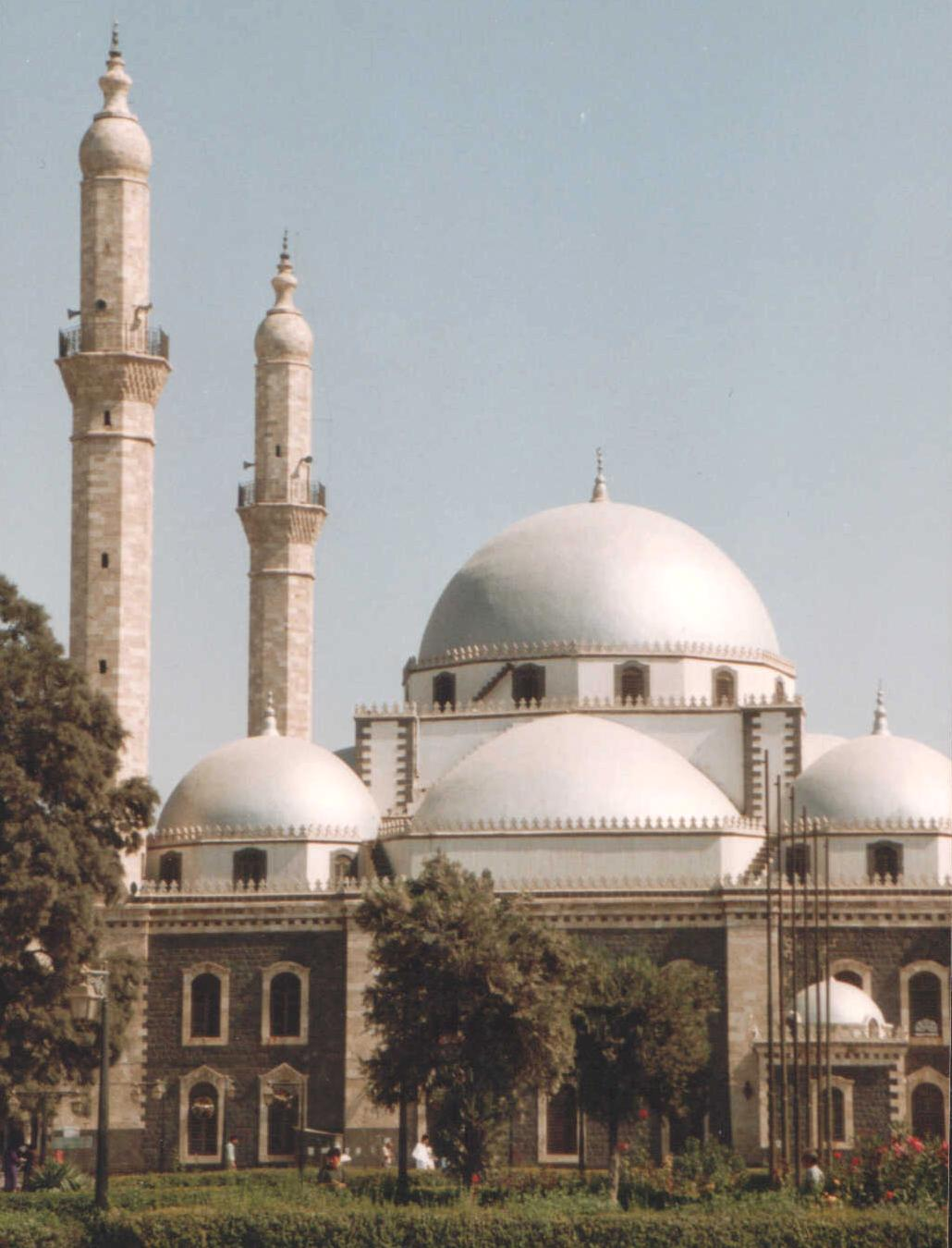
20세기 초에 지어진 오스만 건축의 한 예인 할리드 이븐 알왈리드 모스크

오스만 정부가 도시와 주변 지역의 안보를 강화하면서 지역 경제가 활성화되었다; 새로운 마을이 건설되고 오래된 마을은 재정착되었다. 그러나 오스만 통치가 복원되면서 홈스는 유럽 경제 경쟁에 직면하게 되었다. 1870년대의 불황기에 유럽 직물 생산이 감소하면서 면섬유 산업이 호황을 누리면서 홈스의 경제적 중요성은 다시 높아졌다. 홈스 면직물의 품질과 디자인은 지역, 오스만 및 해외 시장의 하층 및 상층 계층을 모두 만족시켰다. 홈스와 인근 하마 (도시)에는 약 5,000개의 직조기가 있었으며, 한 영국 영사는 홈스를 "시리아의 맨체스터"라고 불렀다.

### 현대 시대

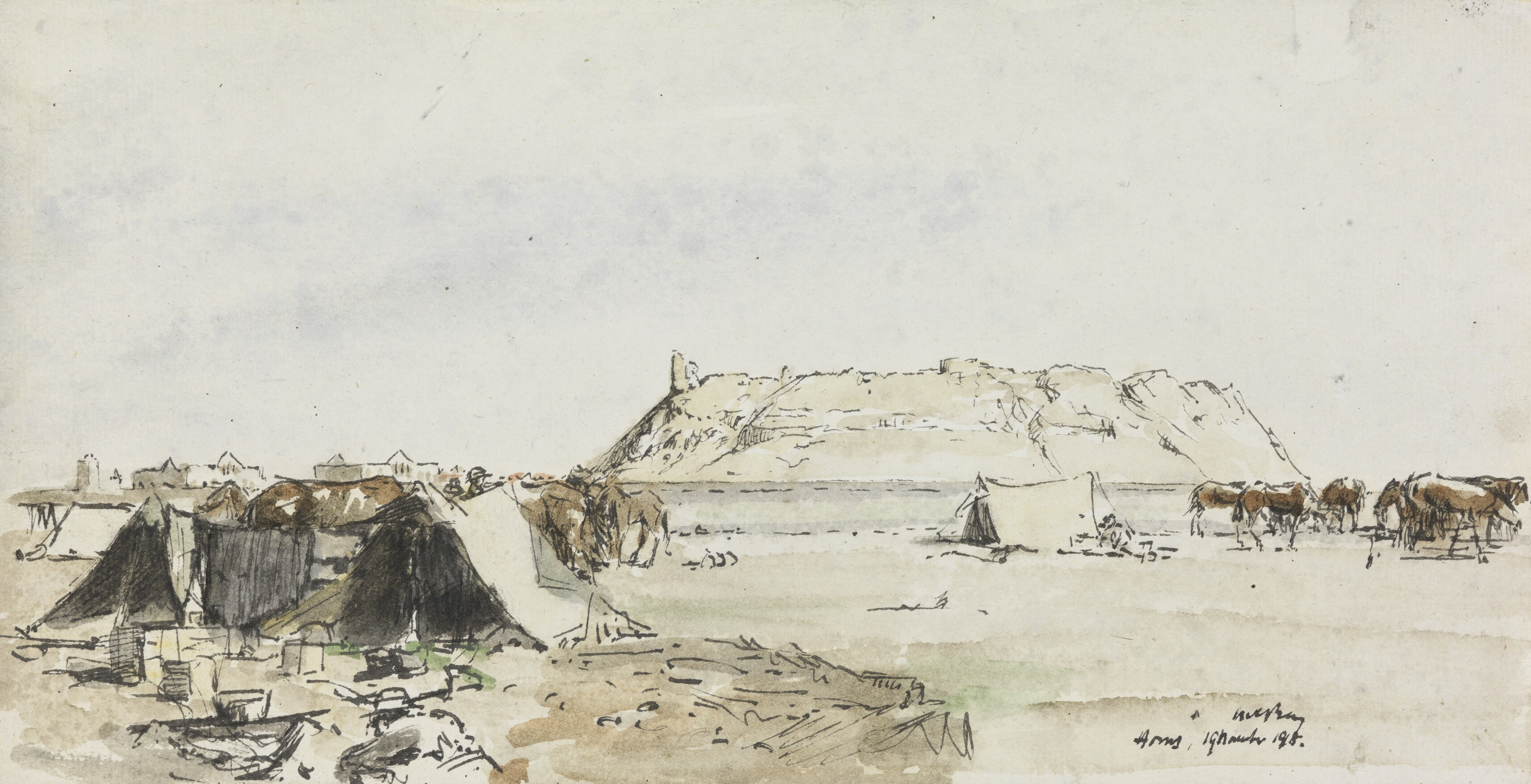
1918년 11월 19일 제임스 맥베이가 촬영한 오스트레일리아 경마기병 캠프 뒤의 홈스 성채

### 20세기
20세기 내내 홈스는 국내에서 높은 정치적 중요성을 유지했으며, 여러 국가 원수와 고위 정부 관리들의 고향이었다. 1918년 10월, 연합군의 제5 기병사단 (인도)에 의해 점령되었다. 프랑스 위임통치령 시리아 통치 기간 동안 홈스는 다마스쿠스국의 일부였다. 한동안 시리아 연방의 수도가 되는 것이 고려되기도 했다. 1925년 가을, 이 도시는 다마스쿠스와 남부 드루즈 족장들과 함께 프랑스 통치에 대한 전면적인 반란에 가담했다. 1932년, 프랑스는 사관학교를 다마스쿠스에서 홈스로 옮겨 1933년에 설립되었으며, 나중에 홈스 육군사관학교로 알려지게 되었다. 이는 1967년까지 시리아의 유일한 사관학교였다. 프랑스 당국은 레반트 특수군이라는 현지 모집 군대를 창설했으며, 이 부대에서 알라위파에게 특권을 주었다. 홈스 육군사관학교는 이러한 레반트 특수군의 현지 장교들을 훈련시켰다. 홈스 육군사관학교는 시리아 독립 후 수년간 주요 역할을 했으며, 많은 졸업생들이 시리아군의 고위 장교가 되어 이후 일련의 쿠데타에 참여했다. 중요한 예시로는 1971년부터 2000년 사망할 때까지 시리아의 대통령이었던 하페즈 알아사드가 있다.

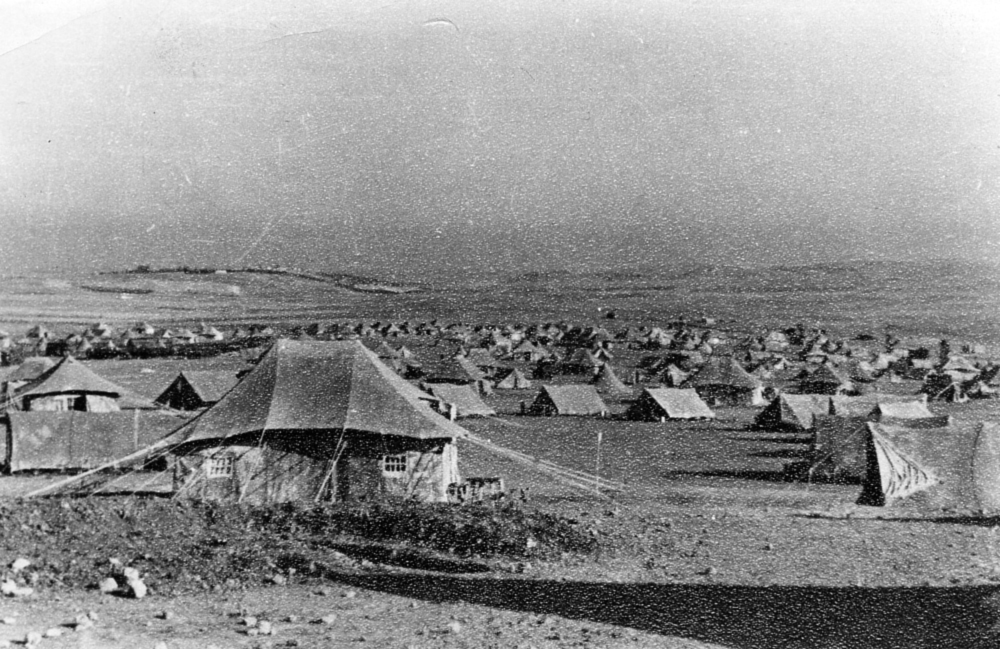
폴란드 독립 카르파티아 소총 여단의 홈스 캠프 (1940)

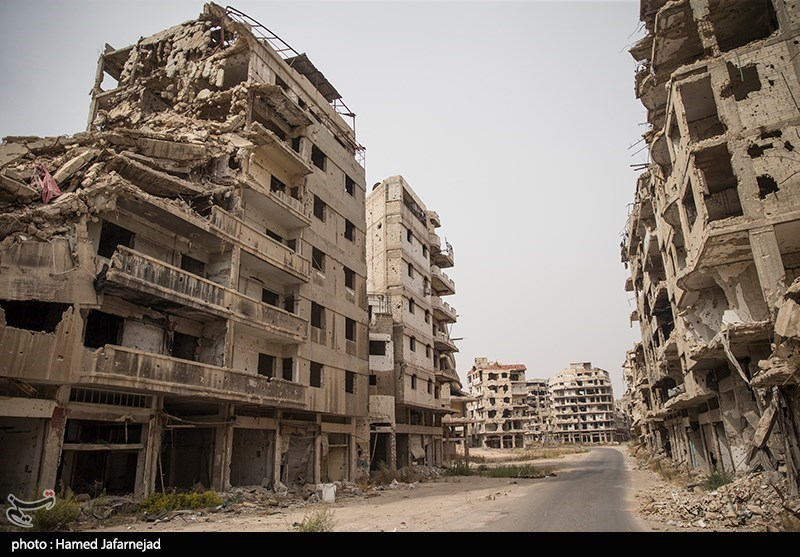
시리아 내전으로 홈스에 큰 파괴가 발생했다.

트리폴리 (레바논)와 키르쿠크를 잇는 송유관이 1930년대 초 홈스에 건설되었으며, 이는 팔미라와 지중해 사이의 고대 대상 경로를 따랐다. 1959년에는 이 원유의 일부를 국내 소비용으로 가공하기 위해 정유 공장이 건설되었다. 이 도시의 정유 공장은 1973년 욤키푸르 전쟁 당시 이스라엘 공군 (IAF)에 의해 폭격당했다.

### 21세기
2011년 5월부터 2014년 5월까지 이 도시는 시리아군과 보안군의 포위를 받았다. 시리아 정부는 해당 지역의 "무장 갱단"과 "테러리스트"를 표적으로 삼았다고 주장했다. 시리아 야권에 따르면, 홈스는 그 이후로 "황폐한 도시"가 되었으며, 당국은 특정 지역 주민들에게 의약품, 식량, 연료 공급을 정기적으로 차단하고 있다. 6월까지는 시위 주민들과 시리아군 간의 거의 매일 충돌이 있었다. 이러한 상황으로 인해 홈스와 그 주변 지역에서 다른 시리아 지역보다 더 많은 사망자가 발생했다. 홈스는 시리아에서 알-아사드와 그의 가족의 사진이 일상적으로 찢기거나 훼손된 첫 번째 도시였으며, 봉기 동안 시리아군이 포병을 사용한 첫 번째 장소였다. 시리아 인권침해 문서화 센터는 봉기 시작 이후 홈스에서 최소 1,770명이 사망했다고 주장한다.
2015년 12월 9일, 유엔 협상 타결에 따라 3년 동안 알와르 지역에 포위되어 있던 반군 잔당과 그 가족들이 도시에서 대피하기 시작했다.
홈스는 2024년 홈스 공세 기간 동안 정부군과 시리아 야권 간의 격렬한 전투가 벌어진 곳이었다. 2024년 12월 7일, 시리아 반군이 홈스를 점령했다고 주장했다.

## 지리

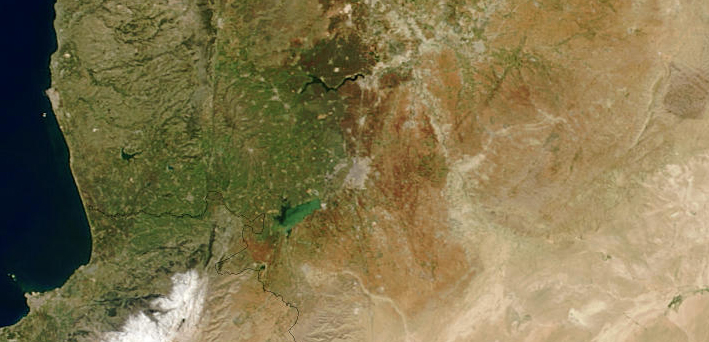
위성 사진

홈스주는 시리아에서 가장 큰 주이다. 주도인 홈스는 시리아 서부 중부에 위치하며, 특히 비옥한 지역의 오론테스강 동쪽 강변에 자리 잡고 있다. 이 도시는 서쪽의 시리아 해안 산맥 남부 외곽과 레바논산 사이에 있으며, 홈스 협곡을 내려다보고 있다. 협곡 때문에 홈스 주변 지역은 북쪽과 남쪽의 내륙 지역보다 훨씬 더 많은 강우량과 돌풍을 받는다. 홈스 동쪽에는 시리아 사막이 있다. 홈스 호수, 로마 시대의 거대한 댐으로 인해 형성된 이 호수는 남서쪽에 위치하며, 알레포 남쪽 약 125 킬로미터 (78 mi), 하마 (도시) 남쪽 34 킬로미터 (21 mi)에 있어 수도 다마스쿠스와 알레포를 잇는 도로의 중간 지점이다. 오론테스강은 도시를 두 개의 주요 부분으로 나눈다: 동쪽 평지에는 도시 중심부와 주요 주거 지역이 있고; 서쪽에는 더 최근에 개발된 현대적인 알-와에르 교외 지역이 있다. 도시의 면적은 4,800 헥타르 (19 mi2)에 달한다.
홈스는 다마스쿠스 북쪽 162 킬로미터 (101 mi), 알레포 남쪽 193 킬로미터 (120 mi), 하마 (도시) 남쪽 47 킬로미터 (29 mi), 지중해 연안의 라타키아 남동쪽 186 킬로미터 (116 mi)에 위치한다. 인근 도시 및 마을에는 남동쪽의 알라얀 (시리아), 남쪽의 마스카나, 알누카이라, 아빌, 카프르 아야, 남서쪽의 쿠사이르, 카티나 및 알부와이다 알샤르키야, 서쪽의 히르베트 틴 누르, 북서쪽의 알다르 알카비라, 북쪽의 알간투, 타이르 말라, 알무크타리야, 탈비세, 북동쪽의 알미시르페, 동쪽의 파이루제 및 자이달이 있다.

### 구시가지와 하위 구역
구시가지는 홈스에서 가장 밀집된 지역으로, 바브 타드무르, 바브 알-드레입, 바브 후드 및 성채 바로 인근을 포함하며 면적은 1.2 제곱킬로미터 (0.46 mi2)이다. 구시가지의 남은 부분은 거의 없다; 성벽과 문은 오스만 시대에 파괴되었지만, 원형 모퉁이 탑이 있는 짧은 요새화된 성벽 구간은 여전히 존재한다. 남쪽으로 0.5km 떨어진 곳에는 큰 흙 언덕이 한때 성채가 서 있던 곳을 표시한다. 성채 북쪽에는 "알-하미디야"로 알려진 기독교인 구역이 있다. 이 지역은 홈스에서 옛 모습을 간직한 몇 안 되는 지역 중 하나이며, 대부분의 번갈아 나타나는 흑백 석조 건물은 맘루크 시대의 것으로, 여전히 상점과 주택으로 사용되고 있으며 최근 보수 공사가 이루어졌다.
아바스 칼리파국 시대에는 홈스가 7개의 문으로 유명했다. 그들은 바브 알-수크 (시장 문), 바브 타드무르 (팔미라 문), 바브 알-드레입 (또는 바브 알-데이어), 바브 알-세바아 (사자 문), 바브 알-투르크만 (투르크멘인 문), 바브 알-마스두드 (닫힌 문), 바브 후드 (후드 (예언자) 문)였다. 오늘날에는 바브 타드무르와 바브 알-드레입 두 개의 문만 남아 있다. 홈스의 가장 오래된 모스크와 교회는 구시가지에 위치해 있다.
홈스는 구시가지 외곽에 여러 하위 구역으로 구성되어 있다. 칼디야의 큰 주거 지역은 북쪽 경계를 따라 뻗어 있으며, 그 경계에는 알바야다와 데이르 바알바가 있다. 더 현대적인 알-사빌, 알-자흐라 주브 알-잔달리, 아르메니아 구역은 구시가지 동쪽에 위치한다. 그 남쪽에는 바브 알-세바아, 알-므레제, 알-아다위야, 알-네즈하, 아크라마 그리고 그 너머에는 카르말-로즈, 카르말-자이툰, 와디 알-다하브, 알-샤마스, 마사켄 알-이디카르, 다히아 알-왈리드 주거 지역이 있다. 현대 상업 중심지는 서쪽 주레트 알-샤야 지역에 위치하며, 더 서쪽에는 고급 주거 지역인 쿠수르, 알-카라비스, 알-바그타시아, 알-마하타, 알-함라, 알-인샤앗, 카르말-샤미, 알-구타, 바바 암르가 있다. 알-와에르 교외 지역은 더 서쪽에 위치하며, 알-바사틴이라는 농지 지역과 건설이 금지된 개발제한구역을 형성하는 오론테스강에 의해 도시와 분리되어 있다. 홈스 대학교 단지와 기숙사는 아크라마 지역 옆 도시의 서남쪽 끝에 위치한다.

### 기후
홈스는 쾨펜의 기후 구분: Csa 유형의 고온 여름 지중해성 기후를 가지고 있다.
홈스의 위치는 지중해로부터 부드러운 영향과 바람을 받게 한다. 그 결과, 이 도시는 인근 하마보다 훨씬 온화한 기후를 가지며, 평균 강수량이 14 인치 (360 mm) 대신 18 인치 (460 mm)으로 더 높지만, 더 강한 바람도 경험한다.
| Homs (1952–2004 normals)의 기후        | Homs (1952–2004 normals)의 기후 | Homs (1952–2004 normals)의 기후 | Homs (1952–2004 normals)의 기후 | Homs (1952–2004 normals)의 기후 | Homs (1952–2004 normals)의 기후 | Homs (1952–2004 normals)의 기후 | Homs (1952–2004 normals)의 기후 | Homs (1952–2004 normals)의 기후 | Homs (1952–2004 normals)의 기후 | Homs (1952–2004 normals)의 기후 | Homs (1952–2004 normals)의 기후 | Homs (1952–2004 normals)의 기후 | Homs (1952–2004 normals)의 기후 |
| 월                                     | 1월                             | 2월                             | 3월                             | 4월                             | 5월                             | 6월                             | 7월                             | 8월                             | 9월                             | 10월                            | 11월                            | 12월                            | 연간                            |
| -------------------------------------- | ------------------------------- | ------------------------------- | ------------------------------- | ------------------------------- | ------------------------------- | ------------------------------- | ------------------------------- | ------------------------------- | ------------------------------- | ------------------------------- | ------------------------------- | ------------------------------- | ------------------------------- |
| 일평균 최고 기온 °C (°F)               | 11.1 (52.0)                     | 13.0 (55.4)                     | 16.6 (61.9)                     | 21.6 (70.9)                     | 27.0 (80.6)                     | 30.8 (87.4)                     | 32.3 (90.1)                     | 32.8 (91.0)                     | 31.3 (88.3)                     | 26.9 (80.4)                     | 19.1 (66.4)                     | 12.5 (54.5)                     | 22.9 (73.2)                     |
| 일일 평균 기온 °C (°F)                 | 7.0 (44.6)                      | 8.2 (46.8)                      | 11.1 (52.0)                     | 15.4 (59.7)                     | 20.0 (68.0)                     | 24.0 (75.2)                     | 26.1 (79.0)                     | 26.5 (79.7)                     | 24.4 (75.9)                     | 19.8 (67.6)                     | 13.1 (55.6)                     | 8.2 (46.8)                      | 17.0 (62.6)                     |
| 일평균 최저 기온 °C (°F)               | 2.8 (37.0)                      | 3.3 (37.9)                      | 5.6 (42.1)                      | 9.2 (48.6)                      | 13.0 (55.4)                     | 17.1 (62.8)                     | 19.8 (67.6)                     | 20.1 (68.2)                     | 17.5 (63.5)                     | 12.7 (54.9)                     | 7.0 (44.6)                      | 3.8 (38.8)                      | 11.0 (51.8)                     |
| 평균 강수량 mm (인치)                  | 95.1 (3.74)                     | 76.5 (3.01)                     | 56.4 (2.22)                     | 33.3 (1.31)                     | 13.0 (0.51)                     | 2.6 (0.10)                      | 0.2 (0.01)                      | 0.0 (0.0)                       | 2.4 (0.09)                      | 21.1 (0.83)                     | 48.1 (1.89)                     | 80.7 (3.18)                     | 429.4 (16.89)                   |
| 평균 강수일수 (≥ 1mm)                  | 13                              | 15                              | 10                              | 6                               | 3                               | 0                               | 0                               | 0                               | 1                               | 4                               | 7                               | 11                              | 70                              |
| 평균 일일 일조시간                     | 4                               | 6                               | 7                               | 8                               | 10                              | 12                              | 12                              | 12                              | 10                              | 8                               | 6                               | 5                               | 8                               |
| 평균 일일 낮 시간                      | 10.1                            | 11                              | 12                              | 13.1                            | 14                              | 14.5                            | 14.2                            | 13.4                            | 12.4                            | 11.3                            | 10.4                            | 9.9                             | 12.2                            |
| 평균 자외선 지수                       | 3                               | 4                               | 6                               | 8                               | 9                               | 11                              | 11                              | 10                              | 8                               | 6                               | 3                               | 2                               | 7                               |
| 출처 1: WMO                            |                                 |                                 |                                 |                                 |                                 |                                 |                                 |                                 |                                 |                                 |                                 |                                 |                                 |
| 출처 2: Weather Atlas(sun-daylight-UV) |                                 |                                 |                                 |                                 |                                 |                                 |                                 |                                 |                                 |                                 |                                 |                                 |                                 |

## 인구 통계
| 홈스 종교     | 홈스 종교     | 홈스 종교 | 홈스 종교 | 홈스 종교 |
| ------------- | ------------- | --------- | --------- | --------- |
|               |               |           |           |           |
| 수니파 무슬림 | 수니파 무슬림 |           | 75%       | 75%       |
| 알라위파      | 알라위파      |           | 15%       | 15%       |
| 기독교인      | 기독교인      |           | 10%       | 10%       |

| 연도            | 인구          |
| --------------- | ------------- |
| 12세기          | ~7,000        |
| 1785            | ~2,000        |
| 1860년대 (추정) | 15,000–20,000 |
| 1907년 (추정)   | ~65,000       |
| 1932            | 65,000        |
| 1960            | 136,000       |
| 1978            | 306,000       |
| 1981            | 346,871       |
| 1994            | 540,133       |
| 2004            | 652,609       |
| 2005 (추정)     | 750,000       |
| 2008 (추정)     | 823,000       |
| 2011 (추정)     | 806,625       |
| 2013 (추정)     | 544,428       |
| 2017 (추정)     | 775,404       |

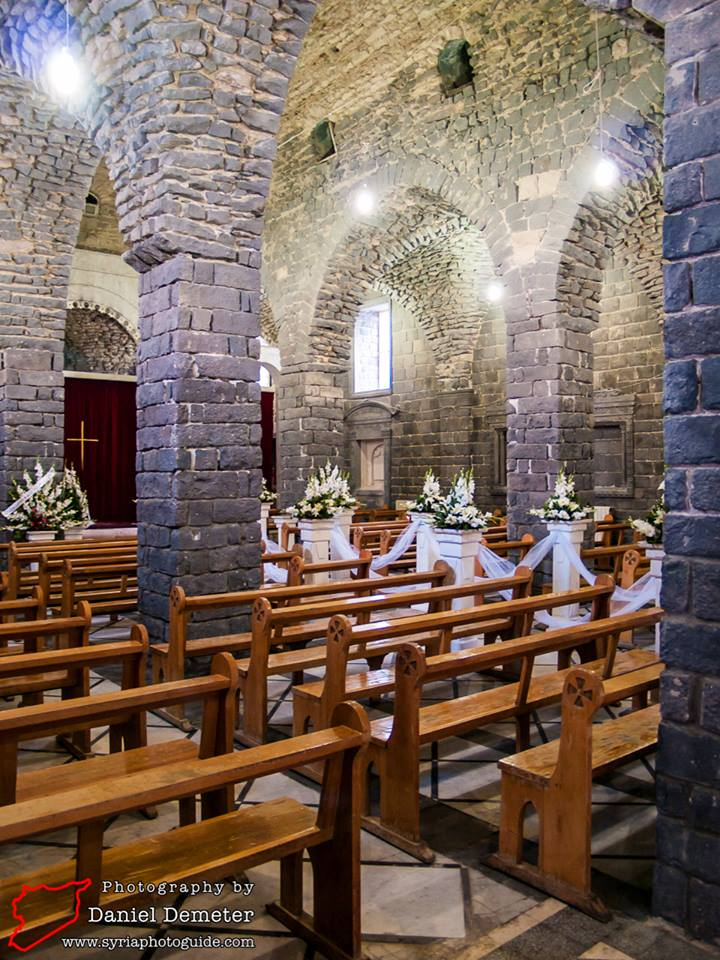
성모 마리아 성대 교회는 시리아 홈스에 있는 유서 깊은 시리아 정교회이다. 이 교회는 기원후 50년까지 거슬러 올라가는 지하 교회 위에 지어졌다. 시리아 정교회 홈스 대교구의 소재지이다. 홈스는 이 교회와 다른 많은 교회들이 지어진 검은 돌과 바위로 유명하다. 사진: 시리아 사진 가이드 설립자 다니엘 데메테르.

홈스는 12세기 시리아에서 가장 큰 도시 중 하나였으며 인구는 7,000명이었다. 1785년, 홈스의 주민 수는 2,000명이 넘었으며, 인구는 안티오키아 그리스 정교회 기독교인과 무슬림이 거의 절반씩 나뉘어 있었다. 1860년대에는 인구가 15,000~20,000명으로 증가했다. 1907년에는 홈스의 인구가 약 65,000명이었으며, 그 중 3분의 2는 무슬림이었고 나머지는 기독교인이었다. 1981년 인구 조사에서 인구는 346,871명이었으며, 1994년에는 540,133명으로 증가했다. 시리아 중앙통계청의 2004년 인구 조사에 따르면, 홈스의 인구는 652,609명으로 남성이 51.5%, 여성이 48.5%를 차지했다. 2005년 독립 추정치에 따르면 도시 인구는 750,000명이었고, 2008년 현재 인구는 823,000명으로 추정되었다. 홈스주는 2011년에 1,767,000명의 인구를 추정했다.
오늘날 홈스의 인구는 시리아의 일반적인 종교적 다양성을 반영하며, 주로 수니파 무슬림 ( 아랍인, 시리아의 쿠르드인, 시리아 투르크멘 포함)으로 구성되어 있으며, 알라위파, 안티오키아 그리스 정교회 기독교인, 아시리아인 소수 민족이 있다. 가톨릭 신자, 복음주의자, 마론파 외에도. 1880년대에 서팔레스타인 조사에서는 5,500명의 그리스 정교회 기독교인과 1,500명의 시리아 정교회 기독교인이 있었다고 기록했다. 시리아 총대주교청은 1933년에 마르딘에서 홈스로 이전되었으나, 1959년에 다시 다마스쿠스로 옮겨졌다.
아르메니아인 집단학살이 벌어진 20세기 초에 약 20,000명의 시리아의 아르메니아인들이 홈스와 주변 마을로 이주했다. 소규모의 그리스인 공동체도 여전히 도시에 존재한다.

## 경제

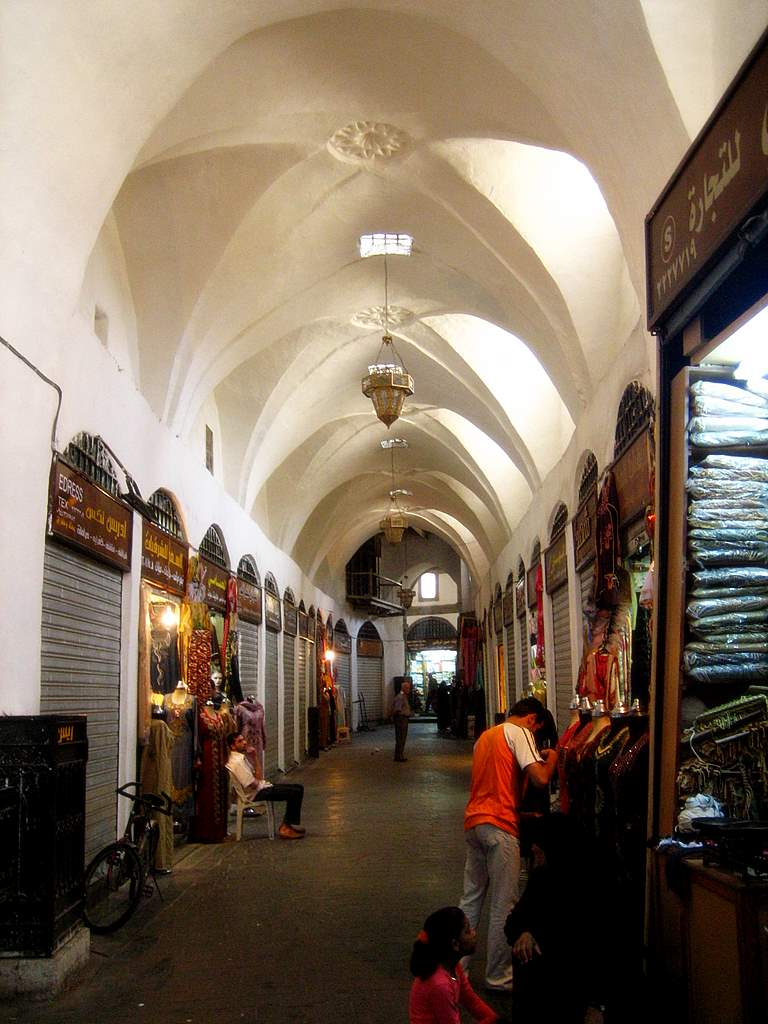
지붕이 있는 많은 수크 중 하나인 수크 알-하리르

오스만령 시리아의 오랜 침체기를 거친 후, 홈스는 20세기에 다시 번성하기 시작했다. 지리적 및 전략적 위치 덕분에 농업과 산업의 중심지가 되었다. 현대 시리아 최초의 "홈스 관개 계획"은 농민들과 농축산물 가공에 종사하는 오랜 기업들에게 번영을 가져다주었다. 홈스에서 재배되는 작물로는 밀, 보리, 렌즈콩, 사탕무, 면섬유, 덩굴식물 등이 있으며, 정착 지역과 사막 간의 교환 지점 역할도 한다. 또한 지중해로의 쉬운 접근성 덕분에 홈스는 페르시아만과 이라크로부터 육상 무역을 유치했다.

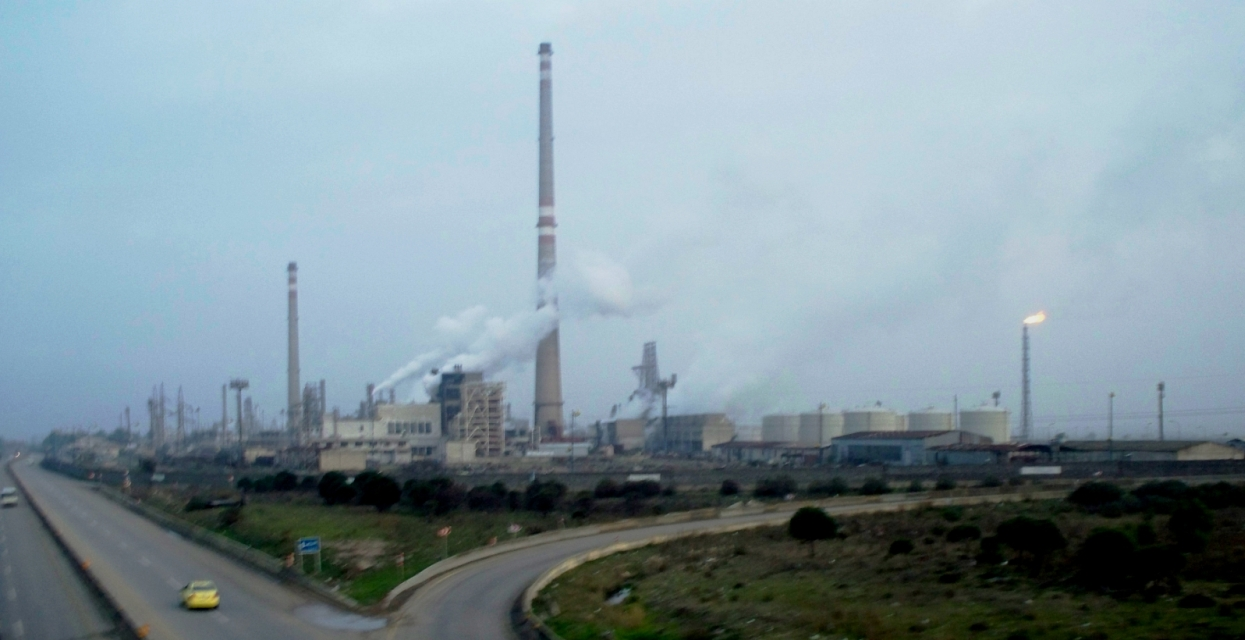
1959년에 체코슬로바키아 회사 테크노엑스포트가 건설한 홈스 정유 공장

홈스는 또한 1959년에 개장한 도시 서부의 정유 공장과 같은 여러 대규모 공공 중공업의 본거지이기도 하다. 1971년에는 팔미라 근처의 인산염 광상에서 인산염을 가공하기 위한 비료 공장이 건설되었다; 이 비료는 국내 소비 및 수출용이다. 지난 10년간 성장하는 민간 산업 부문이 번성했으며, 많은 중소기업들이 도시 북서부와 남부의 산업 단지에 위치하고 있다. 브라질 회사가 새로운 설탕 정유 공장을 건설 중이며, 이란 호드로가 자동차 공장을 건설 중이다. 또한 새로운 인산염 공장과 정유 공장이 도시 동부에 건설되고 있다. 홈스는 또한 중요한 도로 및 철도망의 허브이며, 내륙 도시와 지중해 연안을 잇는 중심 연결 고리이다.
주요 산업 프로젝트는 홈스 시 남쪽 47 킬로미터 (29 mi) 지점의 히스야에 새로운 산업 도시를 건설하는 것이었다. 약 2,500 헥타르 (25 km2)에 걸쳐 펼쳐진 이 도시는 섬유, 식품, 화학, 공학 및 직업 교육이라는 네 가지 주요 산업 부문을 포함한다. 총체적으로, 이 시설은 최대 66,000명의 근로자와 그 가족을 수용하도록 설계되었다. 더욱이, 도시 내에 자유 구역이 설립되었다.
홈스 배후지는 시리아의 리큐르 산업, 특히 아라크, 넥타 와인, 적포도주 생산에 사용되는 포도로 유명하다. 이 도시는 인근의 많은 역사적 및 관광 명소로의 당일치기 여행 및 소풍을 위한 좋은 기지로 여겨진다. 인기 있는 목적지로는 크락 데 슈발리에, 카트나, 탈칼라흐, 마르마리타 등이 있다. 홈스에는 여러 호텔이 있다. 사피르 호텔은 시리아 최고의 5성급 호텔 중 하나로, 이 도시에서 유일한 5성급 호텔이다. 안-나스르 알-제디드 호텔은 100년 된 저택에 지어졌으며, 여행 가이드들에 의해 "홈스 최고의 저가 호텔"로 불린다. 다른 호텔로는 호텔 알-미마스, 가지 호텔, 호텔 카이얌 등이 있다.

## 문화

### 요리

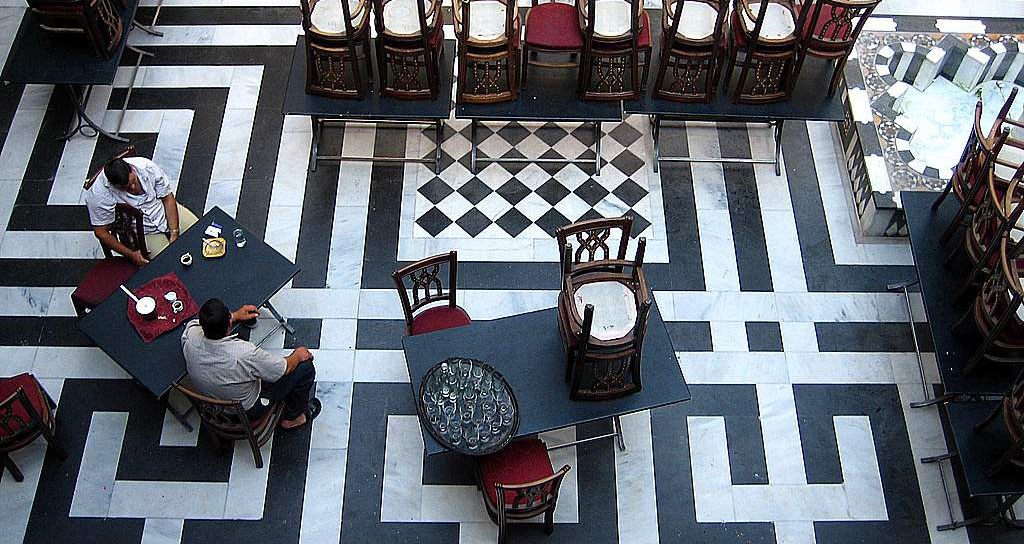
베이트 알-아가 레스토랑의 안뜰

홈스 사람들은 레반트 요리에서 흔한 음식을 먹지만, 이 도시는 시리아 전역에서 자체 요리로 유명하다. 유명한 요리로는 타히니 대신 요구르트와 마늘로 만든 바바 간누지의 일종인 바타르시(Batarsh)가 있다. 홈스에는 또한 다양한 키베 미쉬위예 또는 "구운 킵베"가 있다. 이것은 다진 양고기와 양고기 지방, 그리고 다양한 향신료로 속을 채운 킵베 팬케이크 두 개로 구성된다. 자자르 마흐시("속을 채운 당근")는 홈스의 토착 요리로, 다진 양고기, 쌀로 속을 채운 노란 당근으로 만든다. 이 도시는 밤야 비-ㄹ 자이트("올리브 오일을 넣은 오크라")로 알려진 오크라 요리 전문이다.
홈스에는 다양한 레스토랑이 있으며, 일부는 이탈리아 요리를 전문으로 하고, 다른 일부는 아랍 요리를 제공한다. 지역 주민들에게 인기 있는 레스토랑은 샤와르마, 구운 닭고기, 기타 일반적인 시리아 음식과 수제 주스를 제공한다. 구시가지에서는 저렴한 레스토랑들이 슈크리 알-쿠와틀리 거리를 따라 모여 있으며, 훔무스, 팔라펠, 다양한 샐러드 (메제), 시시 케밥, 닭고기 요리 등 비슷한 음식을 판매한다. 레스토랑과 커피숍에서는 일반적으로 물담배를 제공하며, 남성들이 모여 담배를 피우는 흔한 장소이다.

### 박물관

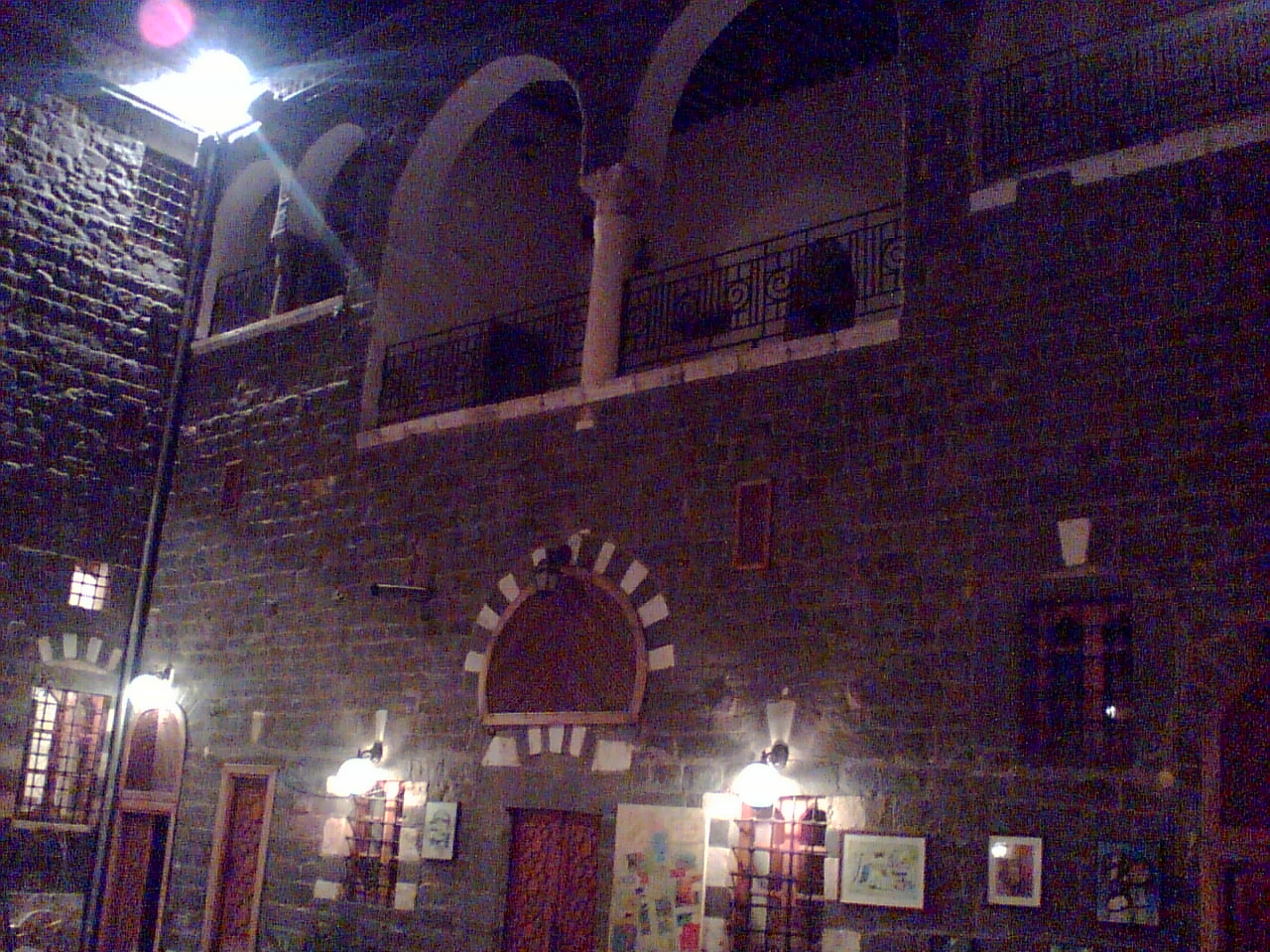
카스르 알-자흐라위

홈스에는 주로 두 개의 주요 박물관이 있으며, 둘 다 도시 중심부에 위치한다. 바이바르스 맘루크 술탄의 부하였던 알리 이븐 아비 알-파들 알-아즈하리에게 속했던 옛 맘루크 시대 궁전인 카스르 알-자흐라위는 현재 국립 민속 박물관이다. 건물 밖에는 한쪽 면에 조개 모양의 반구형 지붕이 있는 큰 테라스형 리완이 있는 안뜰이 있다. 반대편 벽에는 바이바르스의 상징인 사자 두 마리의 조각이 있다. 1922년에 설립된 도시 최초의 박물관인 홈스 박물관은 슈크리 알-쿠와틀리 거리를 따라 위치하며 선사 시대부터 이슬람 시대까지 홈스 지역의 유물들을 소장하고 있다.

### 축제
홈스에는 여러 축제가 있으며, 매년 팔미라와 함께 사막 민속 축제와 알-바디야 축제를 공동으로 개최한다. 사막 민속 축제는 바디야(시리아 사막)의 고대 전통과 의상을 기념하는 연례 축제로, 홈스와 팔미라 사이에서 전시회와 콘서트를 포함한다. 이 축제는 5월 첫째 주에 열린다. 알-바디야 축제는 주로 팔미라에서 개최되지만 홈스에서도 일부 행사가 열리며, 5월 마지막 주 동안 약 60,000명의 관광객을 유치한다. 활동으로는 말, 낙타, 자동차 경주, 말 대회, 음악 및 연극 공연, 골동품 전시회 및 공예 시장 등이 있다. 다른 축제로는 알-나사라 축제와 크락 데 슈발리에 및 계곡 축제가 있다. 성 엘리안 교회에서는 매년 축제가 열려 많은 수의 순례자들이 방문한다.
역사적으로 수요일은 홈스 시민들에게 중요한 날로 여겨졌는데, 이는 도시 역사에서 일어난 특정 사건과 관련이 있다. 에메사 왕조 시대에 태양신 엘라가발루스를 숭배하던 사람들은 신성한 노동 주간의 "넷째 날" (창세기의 창조설화)에 태양의 창조를 기념하며 위대한 "태양의 신전"(현재 알누리 모스크)에서 전례를 거행했다.

### 스포츠

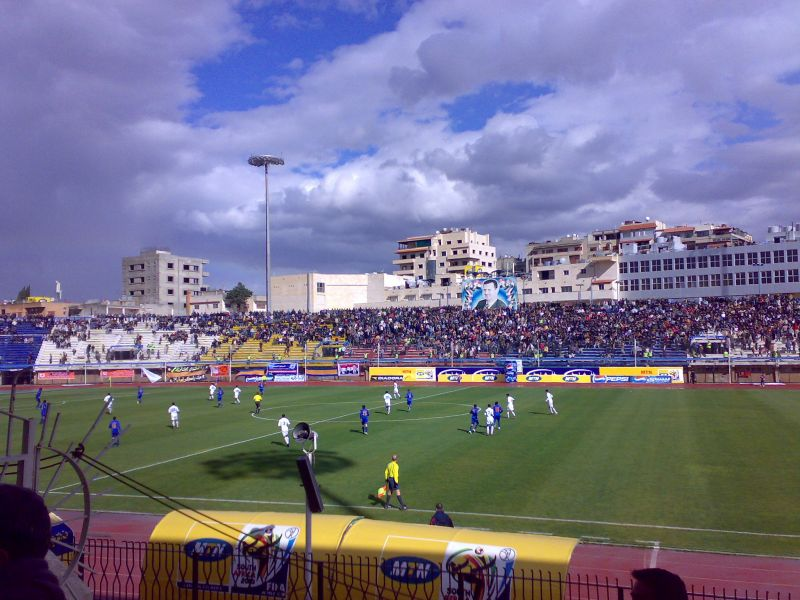
칼리드 이븐 알왈리드 스타디움

홈스에는 두 개의 축구 클럽이 있다. 알카라마 스포츠 클럽은 1928년에 창단되었으며 시리아에서 가장 오래된 스포츠 클럽 중 하나이다. 알카라마는 지역 및 국내에서 널리 인정받고 있으며, 시리아 프리미어리그에서 8회 우승, 시리아컵에서 8회 우승을 차지했다. 알카라마는 2006년 AFC 챔피언스리그 준우승팀이었다. 도시의 두 번째 스포츠 클럽은 1937년에 창단된 알-와트바 스포츠 클럽이다. 칼리드 이븐 알왈리드 스타디움은 35,000명 수용 규모이며 두 축구 클럽의 홈 구장이다. 25,000명 수용 규모의 바셀 알-아사드 스타디움은 2000년에 개장했다. 홈스는 축구 선수 피라스 알하팁과 제하드 알후세인을 포함하여 여러 유명 스포츠맨을 배출했다.

### 극장
홈스의 문화원 극장은 1973년에 설립되었다. 이곳에서는 희곡, 시, 기악 및 음악 축제가 개최된다.

## 정부
홈스는 홈스 지방의 수도이자 홈스주의 수도이며, 대통령이 임명하는 주지사의 소재지이다. 홈스 시는 시 의회에 의해 통치되며, 집행부의 소재지이기도 하다. 집행부는 9명의 선출직 의원과 시의회 의장으로 구성된다. 집행부는 주지사가 주와 관련된 관리 결정을 내리는 데 도움을 주며, 시의회는 홈스 시에 대한 결정을 담당한다. 나디아 크세이비가 의장을 맡고 있으며, 도시의 일상적인 관리를 담당한다.
시의회의 조직 구조는 회장, 부회장, 비서로 구성된 최고 지도부와 행정, 재무, 기술, 보건, 법무, 소방서, 기구, 공원, 위생, 부동산, 임시 등록, 서비스 및 유지 보수, 건설, IT, 기획 및 통계, 문화, 내부 감사 서비스 등 17개 시 지부의 책임자로 구성된 하위 지도부로 이루어져 있다.

## 교육

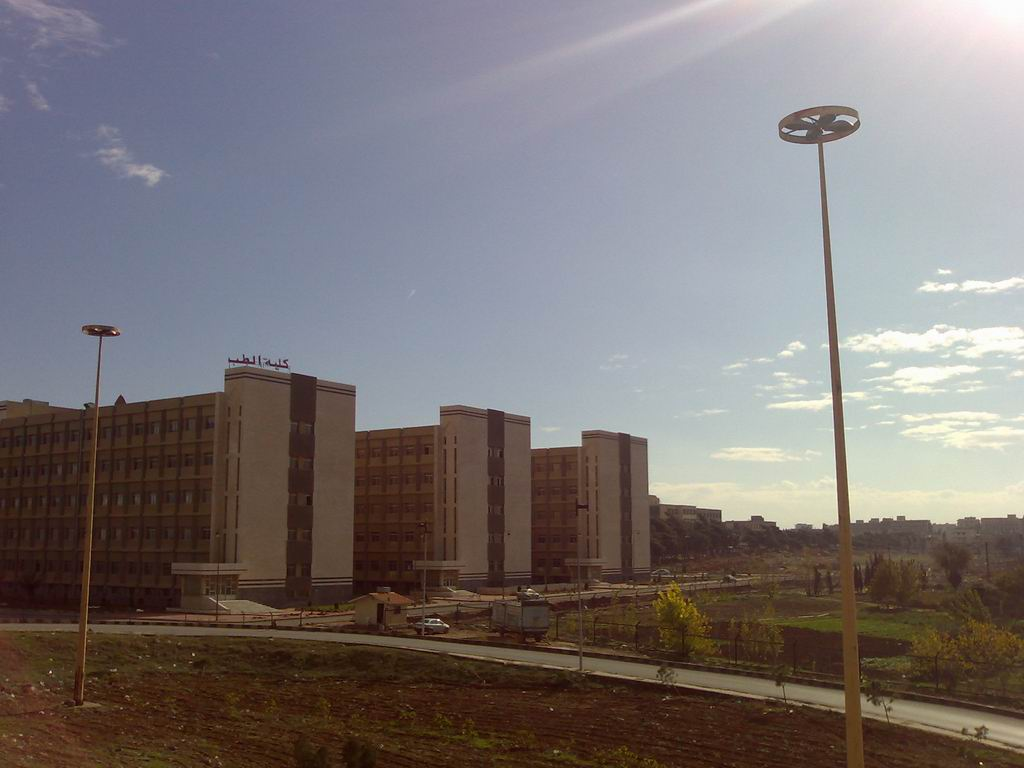
홈스 대학교 의과대학

홈스에서 가장 오래된 학교 중 일부는 미국 선교사들에 의해 설립되었는데, 1855년의 "국립 복음주의 학교 (홈스, 시리아)"와 1887년의 "알 가사니아 사립 학교"이다.
홈스는 시리아의 4대 주요 대학 중 하나인 홈스 대학교 (이전 알-바트 대학교)의 본거지로, 1979년에 설립되었다. 전문 공학 기반 대학인 이 대학은 가장 많은 학생 수를 자랑한다. 의학, 공학, 인문학, 과학 등 여러 학부와 다수의 2년제 직업 훈련 기관을 운영한다.
이곳은 국내에서 유일하게 석유 공학 및 수의학 학과를 보유한 대학이다.
독일 대학교는 2004년 와디 알나사라에 개교했으며, 도시 서쪽으로 30 킬로미터 (19 mi) 떨어진 곳에 위치한다. 2005년에는 슈웨이파트 국제학교가 도시 외곽에 학교를 개교했다. 알안달루스 의과대학교는 2005년 홈스 근처에 설립되었으며, 도시 내에 대학병원 중 하나를 건설 중이다.
홈스주에는 1,727개의 학교와 15,000개의 유치원이 있으며, 대부분 공공 시설이다. 2007년에는 주 내 375,000명의 학생이 초등학교(6~15세)에, 36,000명이 고등학교(15~18세)에, 약 12,000명이 직업 훈련 학교에 등록했다.

## 기반 시설

### 교통
홈스는 해안 도시와 내륙 도시 사이의 중심 위치 덕분에 시리아의 교통 허브로 간주된다. 주요 버스 터미널은 카르나크로, 하마 거리를 따라 시내 중심에서 북쪽으로 1.5 킬로미터 (0.93 mi) 떨어진 외곽에 위치한다. 이 터미널은 대부분의 시리아 도시와 베이루트, 레바논으로 연결된다. 또한 레바논, 요르단, 사우디아라비아, 튀르키예로 가는 국제 버스 연결편도 있다. 두 번째 "고급" 버스 정류장은 약간 더 북쪽에 위치한다. 미니버스는 카르나크 역에서 타르투스, 팔미라, 북부 시리아의 하마 (도시)뿐만 아니라 레바논의 바알베크, 트리폴리, 베이루트로 가는 노선을 운행한다. 주로 하마로 가는 신형 마이크로버스도 카르나크에 기반을 두고 있으며, 주로 빠른 운송에 사용된다.

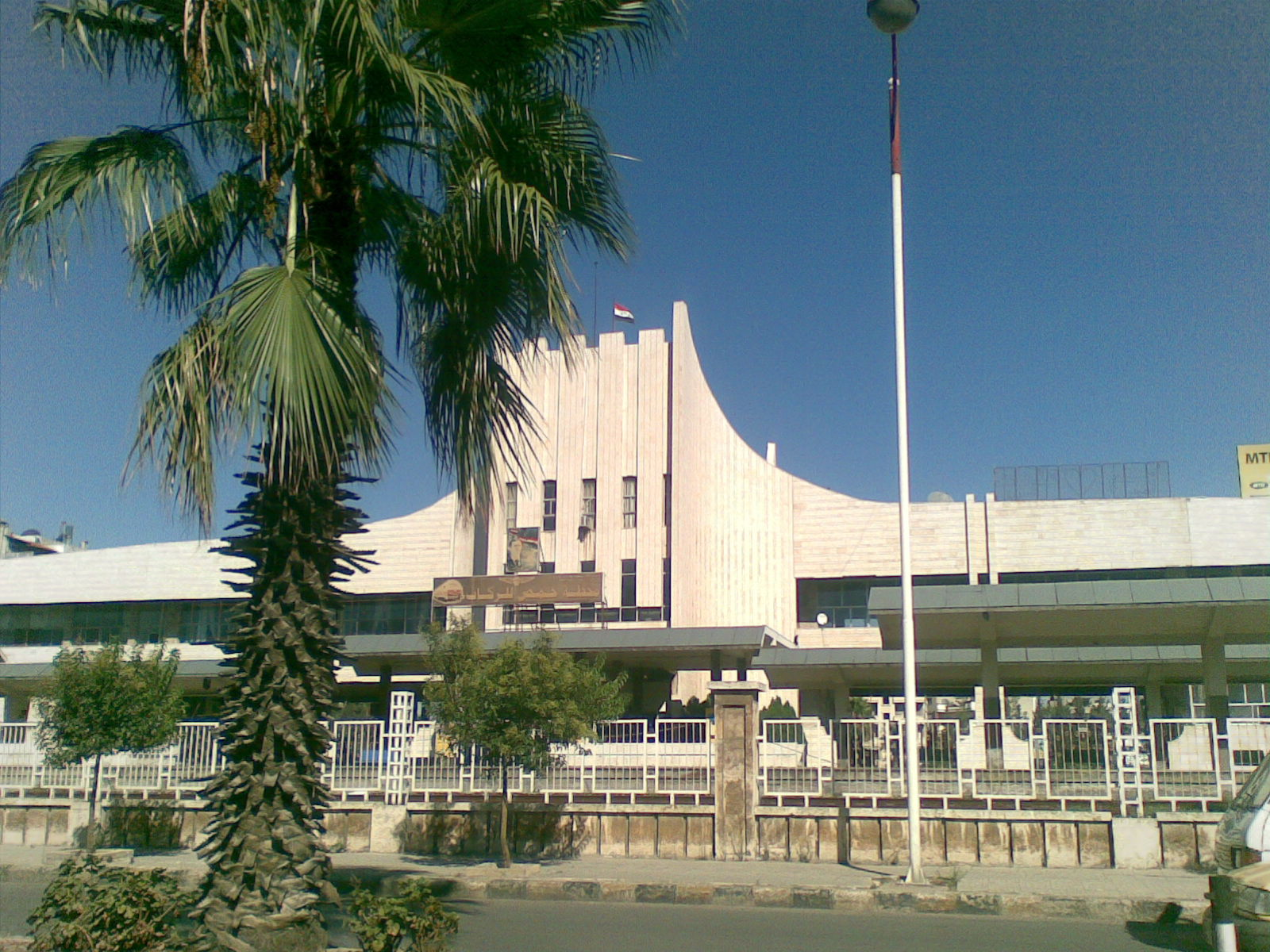
홈스 철도역

홈스에는 큰 철도역이 있으며, 시리아 철도가 운영하는 다마스쿠스와 알레포로 가는 일일 열차가 두 번 출발한다. 가장 가까운 공항은 서쪽 라타키아의 바셀 알아사드 국제공항, 남쪽 다마스쿠스 국제공항, 북쪽 알레포 국제공항, 동쪽 시리아 사막의 팔미라 공항이다.
하마 거리는 시내 중심의 올드 클락 광장에서 시작하여 홈스를 남북으로 가로지르며, 알-칼디야 지구를 지나 카르나크 역까지 이어져 홈스-하마-알레포 고속도로로 바뀐다. 전 대통령 슈크리 알-쿠와틀리의 이름을 딴 쿠와틀리 거리는 짧지만 중요한 거리로, 올드 클락 광장과 홈스 시내의 쿠와틀리 광장을 연결한다. 서쪽 끝에서는 여러 작은 거리로 갈라지는데, 그중 하나가 도시의 주요 상업 구역인 알-다블란 거리이며, 다른 하나는 서쪽으로 계속 이어져 홈스-트리폴리 (레바논) 고속도로와 연결된다. 동쪽 끝에서는 알-쿠와틀리 거리가 알-하미디야 거리로 이어져 옛 기독교인 지구를 가로질러 도시의 동쪽 끝까지 이어진다. 홈스-다마스쿠스 고속도로는 남쪽에서 도시를 가로질러 쿠와틀리 광장의 시내 중심에 도달한다.

### 랜드마크
도시 자체는 유서 깊은 모스크와 교회당으로 유명하다. 또한 쿠와틀리 거리 양 끝에 서 있는 두 개의 공공 시계로도 잘 알려져 있다. 동쪽 끝에 알-하미디야 거리를 마주보는 오래된 시계는 1923년 프랑스 위임통치령 시리아에 의해 세워졌고, 서쪽 끝에 알-다블란 거리를 마주보는 다른 시계는 1957년에 지어진 새로운 시계탑에 있다. 홈스는 역사적인 지붕이 있는 수크로 잘 알려져 있다. 이들은 대모스크에서 남쪽과 동쪽으로 고대 성채를 향해 뻗어 있는 좁은 거리와 지붕이 있는 상업 골목의 복잡한 미로로 구성된다. 식료품점, 의류점, 목수, 장인, 구두 수선공, 금속 세공인, 칼갈이의 작업장이 늘어선 수크는 저녁에 가장 활기가 넘친다.
다른 랜드마크로는 홈스의 알누리 대모스크가 있다. 원래 엘-가발 신에게 헌정된 이교 사원이었던 이 건물은 동로마 제국 치하에서 세례자 요한 교회로 봉헌되었다. 나중에 홈스를 이슬람 아랍이 통치하는 동안 금요 모스크로 지정되었다. 할리드 이븐 알왈리드 모스크는 홈스에서 "실제로 주목할 만한 유일한 건물"로 여겨져 왔으며, 1900년대 시리아에 대한 오스만 통치 마지막 몇 년 동안 지어졌다. 이 모스크는 초기 아랍 장군 할리드 이븐 알왈리드의 이름을 따서 명명되었으며, 그의 무덤이 건물 내에 위치해 있다.
성모 마리아 성대 교회("성모 마리아 허리띠 교회")는 1852년에 이전 교회 위에 지어졌는데, 이 교회는 4세기, 심지어 기원후 59년까지 거슬러 올라간다. 홈스의 다른 유명한 교회는 5세기 성 엘리안 교회로, 기독교 순교자 성 엘리안을 기리기 위해 지어졌으며, 그의 무덤은 크립트에 위치해 있다.
홈스 성채는 시리아에서 가장 큰 도시 텔 중 하나에 위치하고 있다. 최근 몇 년간 군사 점령으로 인해 고고학적으로 무시되어 왔다. 텔은 최소한 청동기 시대 초까지 거슬러 올라간다. 현존하는 이슬람 양식의 성벽은 아이유브 시대에 지어졌으며, 맘루크 술탄 바이바르스가 이후 복원을 수행했다. 이 모든 작업은 비문을 통해 증명되지만, 예외 없이 소실되었다. 1994년, 시리아-영국 공동 팀이 홈스 성채를 연구하여 성벽과 탑의 잔해를 기록했다.

## 자매 도시
홈스는 다음과 자매 결연되어 있다:
- 벨루오리존치, 브라질[144]
- 카이세리, 튀르키예[145]
- 야즈드, 이란[146]